# هیتاچی
هیتاچی، یک شرکت خوشه‌ای چندملیتی ژاپنی است، که در زمینه طراحی، توسعهٔ فناوری و تولید انواع تجهیزات الکتریکی، تجهیزات مخابراتی، لوازم الکترونیکی مصرفی، تجهیزات پزشکی، سخت‌افزارهای رایانه‌ای، سامانه‌های اطلاعاتی و مخابراتی، سامانه‌ها و تجهیزات نیروگاهی، موتورهای هواگرد،  ماشین‌آلات صنعتی، تجهیزات سنگین و خودروهای ریلی همچنین ارائه خدمات مالی فعالیت می‌نماید. هیتاچی در سال ۱۹۱۰ توسط نامیهی اودیرا در شهر هیتاچی، ایباراکی تأسیس شد. این کورپوریشن در سال ۲۰۱۲ در فهرست فورچون جهانی ۵۰۰ در رتبه ۳۸ از بزرگترین شرکت‌های جهان قرار گرفت.
هیتاچی همچنین سال ۲۰۱۲ در فهرست فوربز جهانی ۲۰۰۰ نیز جایگاه ۱۲۹ از بزرگترین شرکت‌های سهامی جهان را به‌خود اختصاص داد. دفتر مرکزی این شرکت در چیودا، توکیو قرار دارد و بخشی از سهام آن در بازار بورس توکیو مبادله می‌شود، همچنین جزئی از شاخص نیکی ۲۲۵ و توپکس ۱۰۰ به‌شمار می‌آید.

## تاریخچه

### دهه ۱۹۱۰ و ۱۹۲۰
ریشه‌های تأسیس هیتاچی به سال ۱۹۱۰ زمانی که مهندس برق، نامیهی اودیرا به نخستین شغل مهندسی خود در معدن Kuhara مشغول شد، بازمی‌گردد. اودیرا از توانایی‌های مهندسی خود استفاده نمود و موتورهای الکتریکی با قدرت پنج اسب بخار ساخت، که از نظر کیفیت و طول عمر، با نمونه‌های وارداتی در ژاپن، رقابت می‌نمود.
برای چند سال نخست، تنها خریدار این موتورها، صاحب‌کار اودیرا بود. زمانی که این موتور در معدن به خوبی از عهده کارها برآمد، اودیرا اقدام به فروش آن‌ها نمود، ولی تا زمان جنگ جهانی اول نتوانست مشتری‌های مناسبی را بیابد. یکی از شرکت‌های بزرگ ژاپنی، تقاضای ساخت سه توربین را به شرکت زیمنس آلمان داده بود، که به دلیل محدودیت‌های دوران جنگ، امکان تحویل آن‌ها میسر نشد، پس این شرکت راه بهتری به جز مراجعه به هیتاچی نداشت!
اودیرا همه تلاش خود را به کار برد و ژنراتورهای ۱۰٫۰۰۰ اسب بخاری را در ۵ ماه آماده تحویل نمود. آن شرکت تحت تأثیر قرار گرفت و تجهیزات دیگری را به اودیرا سفارش داد، که لازمه این مبادله، تأسیس یک شرکت توسط اودیرا بود. اودیرا شرکت را با نام هیتاچی، که یادآور مکانی بود که نخستین فروش خود را انجام داده بود؛ یعنی شهر هیتاچی، استان ایباراکی به ثبت رساند.
در دهه ۱۹۲۰ هیتاچی تولیدات خود را برای پاسخ به نیازهای اقتصاد رو به رشد ژاپن گسترش داد. از راه تصاحب دیگر شرکت‌ها، هیتاچی به بزرگترین تولیدکننده پمپ، دمنده‌ها و تجهیزات مکانیکی دیگر تبدیل شد. شرکت همچنین وارد تولید محصولات فلزی نظیر سیم‌های مسی شد. این پیشرفت‌ها باعث شد که هیتاچی بدون نیاز به کمک خارجی توانایی تولید انواع محصولات را داشته باشد. در سال ۱۹۲۴ نخستین لکوموتیو الکتریکی ژاپنی، توسط این شرکت ساخته شد.

### دهه ۱۹۳۰ و ۱۹۴۰
سلطه ارتش بر ژاپن در دهه ۱۹۳۰ تغییراتی را در هیتاچی به‌وجود آورد. اگرچه او تمام سعی خود را کرد، که استقلال شرکت را حفظ نماید، با این وجود مجبور به تولید رادار و ردیاب برای زیردریایی‌ها شد، ولی او توانست هیتاچی را از تولید اسلحه مصون بدارد.
جنگ جهانی دوم و عواقب آن باعث ویران شدن این شرکت شد. بسیاری از کارخانه‌ها با هجوم بمب‌ها ویران شدند. پس از سه سال مذاکره، هیتاچی اجازه یافت به تولید ۱۹ نوع از کالاهایش بپردازد. تنها جنگ کره باعث شد، که هیتاچی از نابودی کامل نجات پیدا کند.

### دهه ۱۹۵۰ و ۱۹۶۰
در دهه ۱۹۵۰ چیکارا کوراتا که مدیرعامل هیتاچی شده بود، به فعالیت برای توسعه بازار پرداخت و شروع به تبادل فناوری با شرکت‌های جنرال الکتریک و آرسی‌ای نمود. همچنین شماری قرارداد توافق برای رقابت در بازار بین‌المللی به امضا رساند. در دهه ۱۹۶۰ شرکت شروع به بازاریابی برای برند خود در لوازم خانگی نمود.

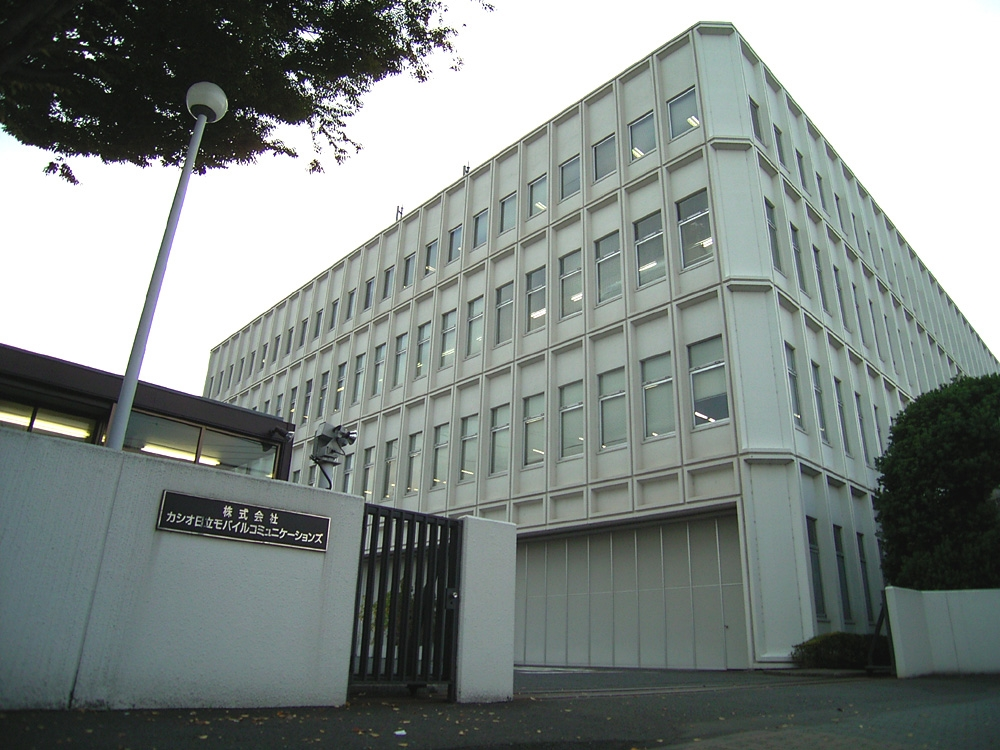
ساختمان اداری شرکت مشترک کاسیو-هیتاچی برای تولید موبایل، توکیو

البته بهترین فعالیت هیتاچی سرمایه‌گذاری در تحقیقات برای ساخت رایانه بود. در سال ۱۹۵۷ شرکت نخستین رایانه خود را تولید کرد و وارد بازارهای تِک (فناوری) شد. در سال ۱۹۵۹ شرکت هیتاچی آمریکا راه‌اندازی گردید. در دهه ۱۹۶۰ نخستین سامانه رایانه‌ای آنلاین ژاپن توسط شرکت هیتاچی ساخته شد.

### دهه ۱۹۷۰ و ۱۹۸۰

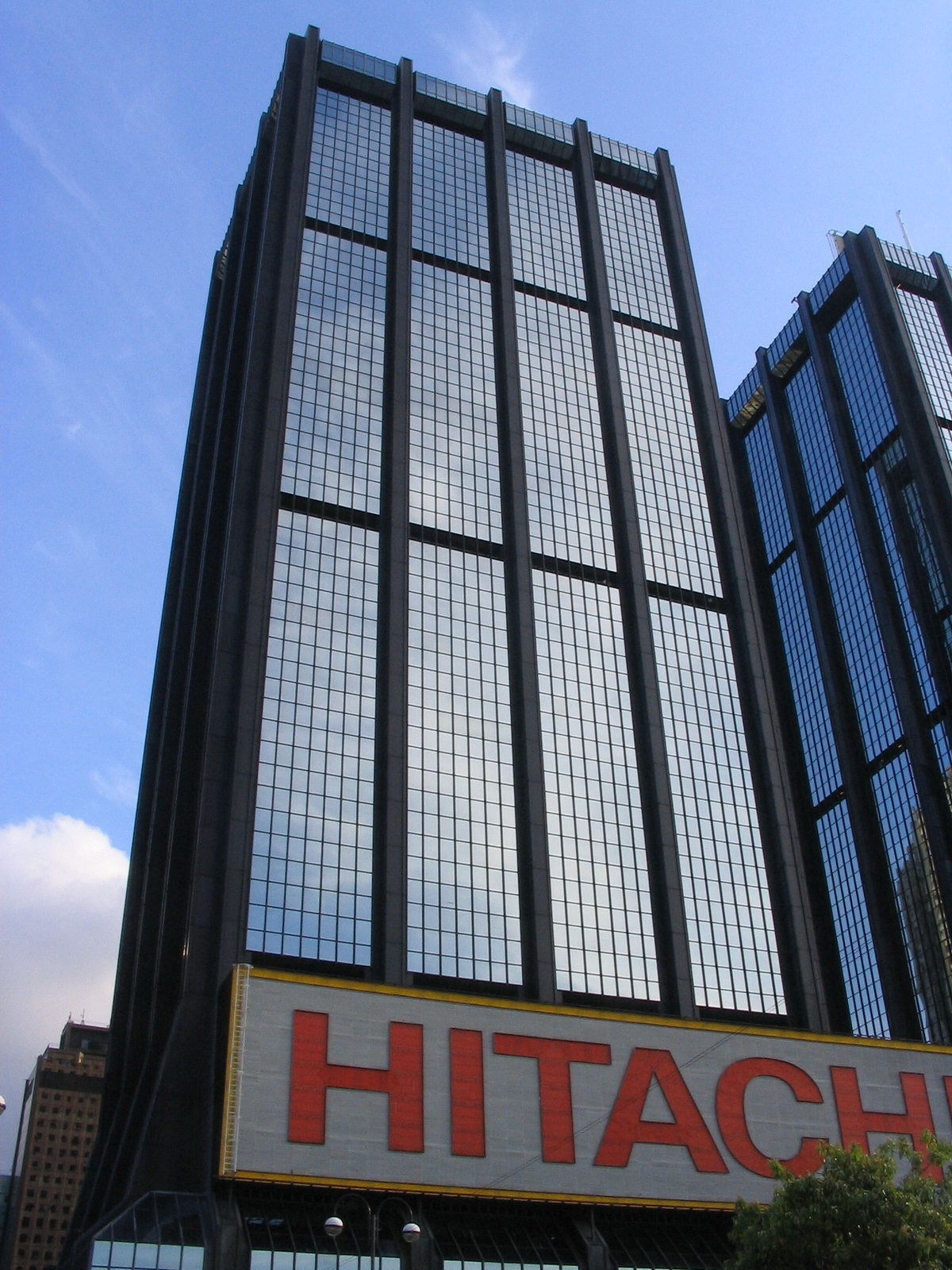
ساختمان اداری هیتاچی در هنگ کنگ

در سال ۱۹۷۴ هیتاچی محصولی به نام پردازنده هم‌ساز، برای اتصال تولید نمود، که ارزان‌تر از محصولات آمریکایی بود و از نظر کیفیت نیز قابل رقابت با آن‌ها بود. شرکت هیتاچی به دلیل انعطاف برای تغییر با شرایط اقتصادی معروف بوده‌است و مثالی از آن انعطاف داشتن در جریان بحران اوپک در سال ۱۹۷۴ بود، که باعث ویرانی صنایع در ژاپن گردید.
در دهه ۱۹۸۰ هیتاچی به سختی به کار مشغول بود، ولی به دلیل دزدیدن طرح‌های آمریکایی توسط برخی کارکنان شرکت، مجبور به مقابله با پلیس فدرال، اف‌بی‌آی شد. دو نفر از کارکنان آن، به زندان رفتند و شرکت مبلغ ۲۴٫۰۰۰ دلار جریمه شد. پس از این مسئله مشکل دیگری شروع به خودنمایی نمود و آن ضعف بخش بازاریابی هیتاچی بود.
تا آن زمان بسیاری از محصولات هیتاچی با نام رقبا به فروش می‌رفت، ولی اکنون از برند هیتاچی برای همه کالاها استفاده می‌شد. در ۱۹۸۲ شعبه اروپا این شرکت با نام هیتاچی اروپا تأسیس گردید.

### دهه ۱۹۹۰ و ۲۰۰۰
در دهه ۱۹۹۰ هیتاچی با شرکت‌های بسیاری از جمله هیولت پکارد قرارداد همکاری بست، اما هنوز هیتاچی نمی‌توانست توازن را در رهبری فناوری خود ایجاد نماید و این مسئله زمانی بیشتر نمایان شد، که فروش گروه در سال‌های ۱۹۹۴–۱۹۹۱ روی ۷ میلیارد یورو ثابت ماند و سود شرکت‌های تابعه و زیرمجموعه هیتاچی ۷۱٪ درصد افت پیدا کردند.
هیتاچی برای جبران این افت، به تصاحب شرکت‌های ژاپنی و آمریکایی تولیدکننده رایانه پرداخت، که این اقدام نیز ۱۵ میلیارد دلار، هزینه دربرداشت. سپس با اهرمی کردن دارایی‌های شرکت، مبلغ ۳ میلیارد دلار را برای تصاحب شرکت‌ها، در سال‌های ۲۰۰۲–۲۰۰۰ در نظر گرفت.

### دهه ۲۰۱۰
در ماه مارس سال ۲۰۱۲ شرکت هیتاچی، اقدام به فروش بخش تولید دیسک سخت خود، با مبلغ ۴٫۳ میلیارد دلار، به شرکت وسترن دیجیتال نمود. در روزهای پایانی ماه مارس ۲۰۱۲ هیتاچی بخش تولید هارد ۳٫۵ اینچ خود را نیز به توشیبا واگذار کرد.
در ماه اکتبر سال ۲۰۱۲ هیتاچی شرکت انرژی هسته‌ای هوریزون، مستقر در بریتانیا را، که حاصل سرمایه‌گذاری دو شرکت ا.آن و ار وه ئه بود را، به مبلغ ۷۰۰ میلیون یورو خریداری کرد، سپس قراردادی برای ساخت ۶ نیروگاه هسته‌ای را با دولت بریتانیا به امضا رساند.

## محصولات

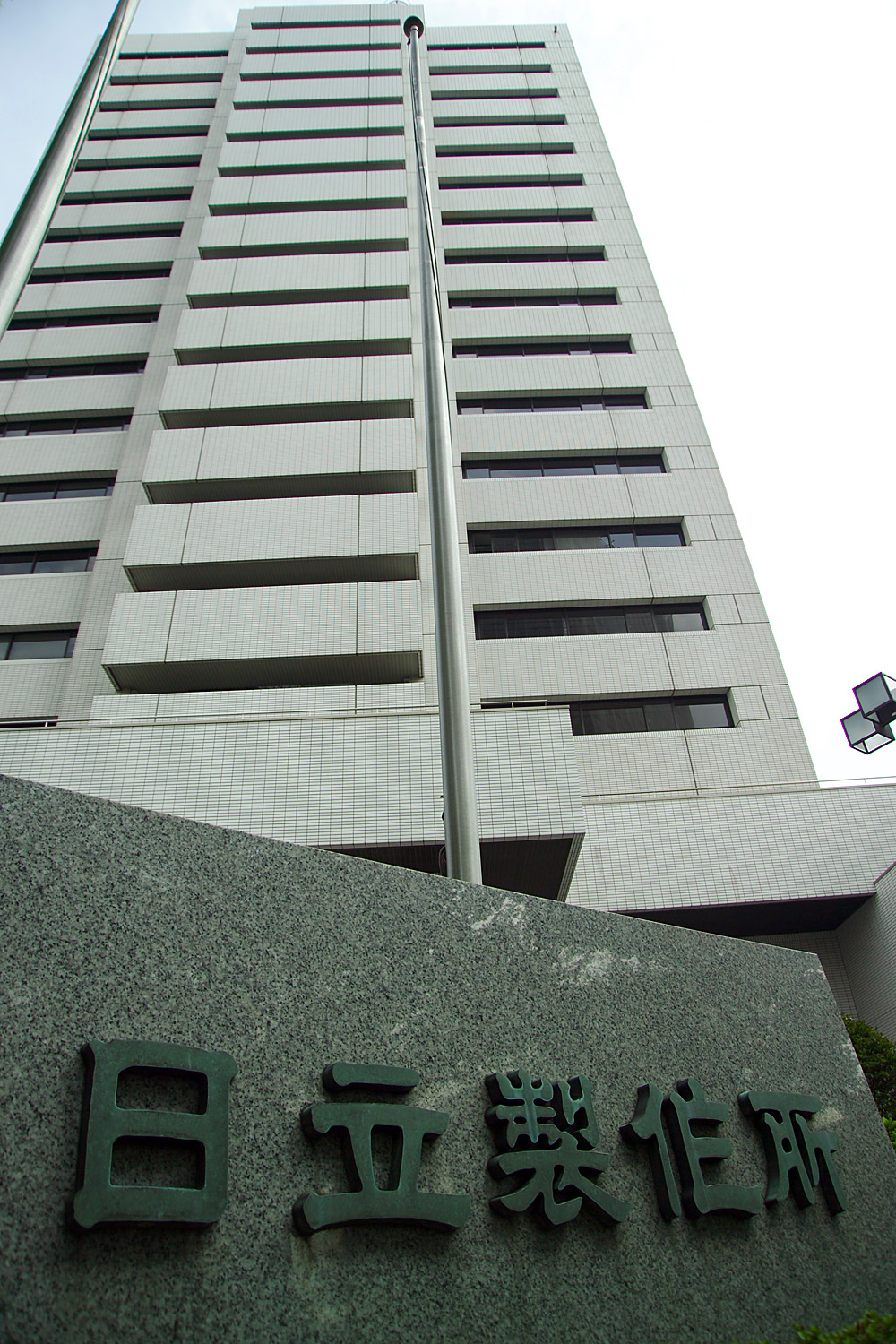
ساختمان جدید مرکزی هیتاچی در توکیو

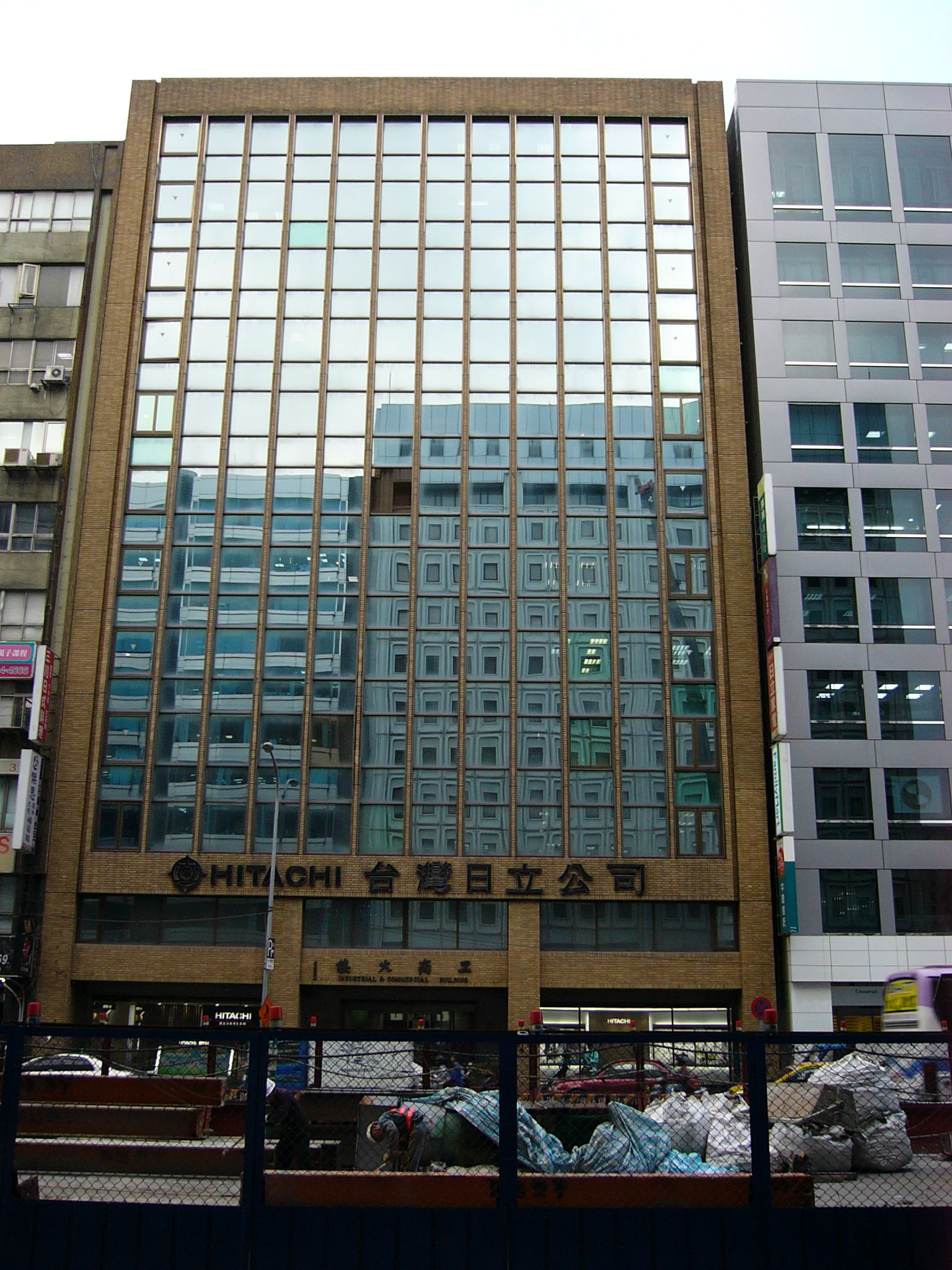
ساختمان اداری هیتاچی در تایوان

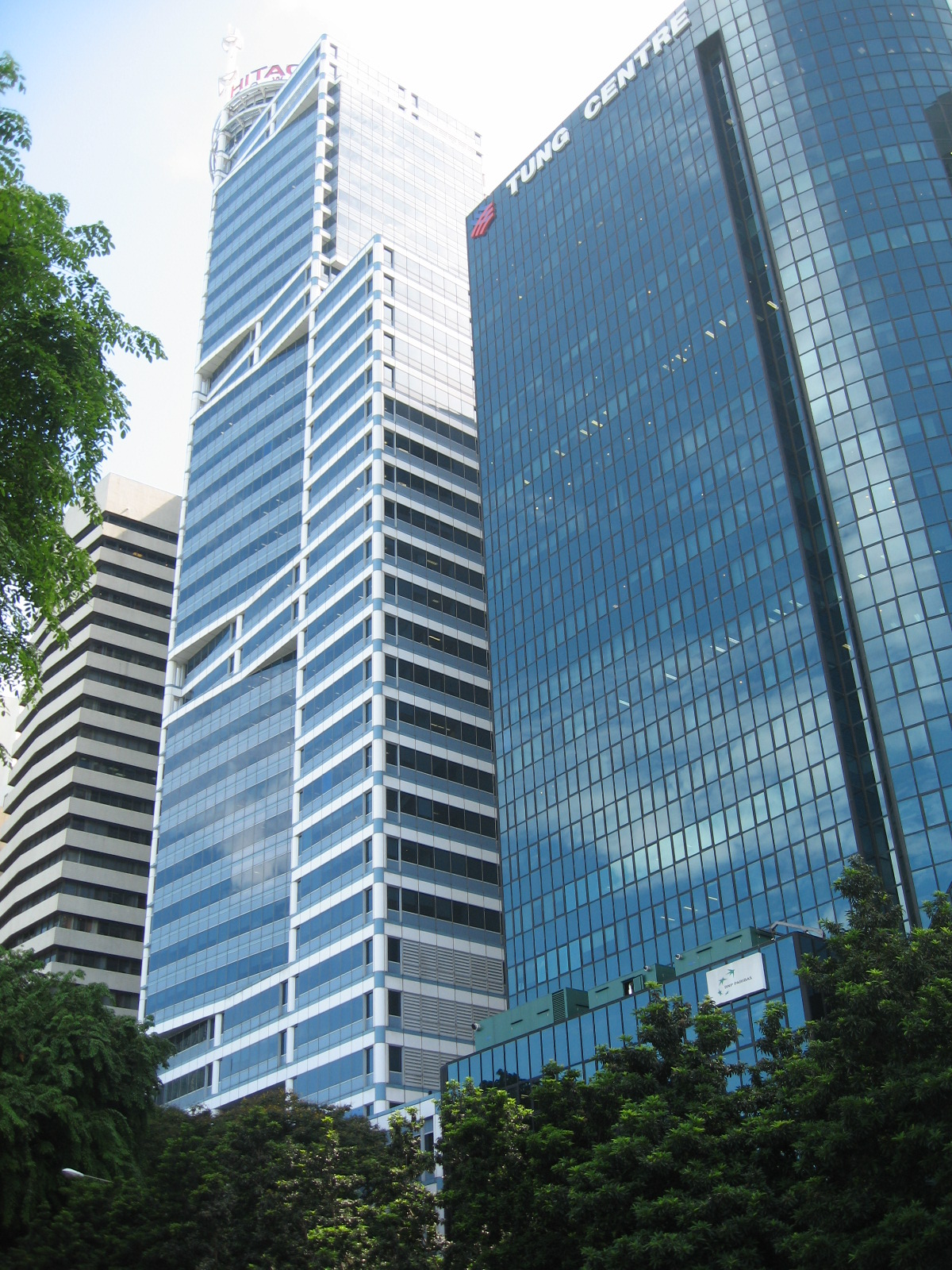
برج هیتاچی در توکیو

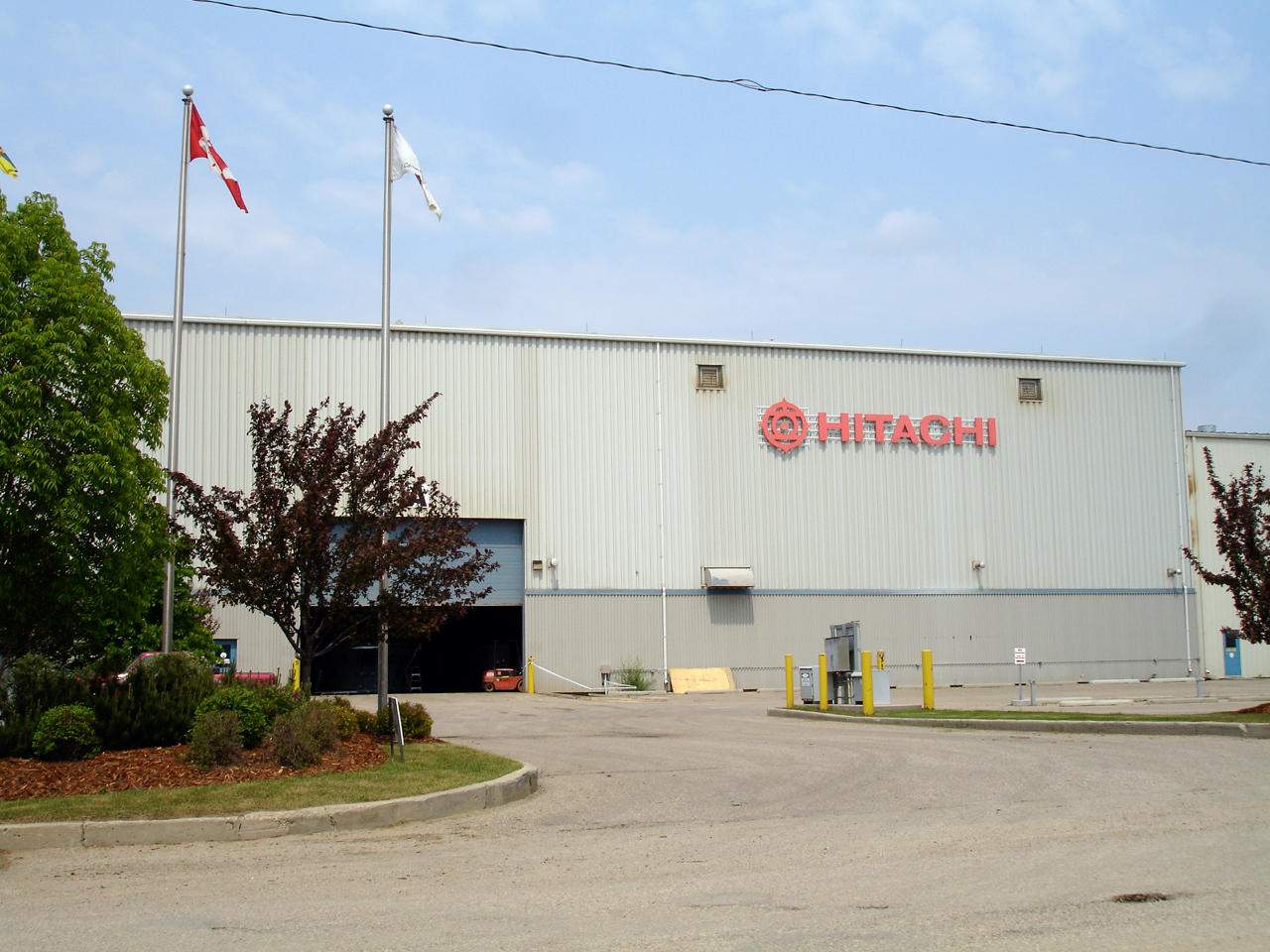
کارخانه تولیدی هیتاچی در کانادا

### سامانه‌های اطلاعاتی و مخابراتی
بخش طراحی، مهندسی و ساخت سامانه‌های اطلاعاتی و مخابراتی شرکت هیتاچی، در حوزه‌های زیر فعالیت می‌نماید:
- خدمات برون‌سپاری
- نرم‌افزارهای رایانه‌ای
- سرورهای رایانه‌ای
- رایانه‌های بزرگ و صنعتی
- تجهیزات مخابراتی
- خودپردازهای بانکی

### سامانه‌های نیروگاهی
بخش سامانه‌های نیروگاهی هیتاچی در زمینه ساخت نیروگاه و انواع ژنراتورهای تولید انرژی الکتریکی فعال می‌باشد و در از بخش‌های زیر تشکیل شده‌است:
- نیروگاه‌های هسته‌ای
- نیروگاه‌های حرارتی
- نیروگاه‌های هیدروالکتریکی
- ژنراتورهای مبدل انرژی بادی

### زیرساخت‌های شهری و صنعتی
- ماشین‌آلات صنعتی
- نرم‌افزارهای زیرساختی
- آسانسور و بالابرها
- پله‌های برقی
- سامانه‌های ریلی و لوکومونیوها

### وسایل و ابزار فلزی
- کابل‌ها و سیم‌های برق
- محصولات مسی
- ابزارهای فولادی
- سازه‌های فولادی

### تجهیزات الکتریکی
- مانیتورهای ال‌ئی‌دی و ال‌سی‌دی
- تجهیزات کارخانه‌های تولید نیم‌رساناها
- ابزارهای الکتریکی
- تجهیزات اندازه‌گیری
- تجهیزات مهندسی پزشکی

### صنایع سنگین
- دامپ تراک
- نرم‌افزارها
- لودرها
- جرثقیل‌های مکانیکی و هیدرولیکی

### صنعت خودروسازی
- سامانه‌های مدیریت موتورهای دیزلی و مکانیکی
- سامانه‌های کنترل خودرو
- سامانه‌های الکتریکی ریلی
- سامانه‌های اطلاعاتی خودرو

### محصولات رسانه‌ای
- دیسک‌های گردان نوری
- تلویزیونهای ال‌سی‌دی و پلاسما
- تجهیزات تهویه هوا و کولرها
- ماشین‌های لباس‌شویی
- فریزرها و یخچال‌های خانگی و صنعتی

### خدمات مالی
- خدمات لیزینگ
- گارانتی محصولات و خدمات پس از فروش

### دیگر محصولات
- خدمات پشتیبانی و لجستیک
- سامانه‌های کنترل کیفیت

## آمار
در پایان سال مالی ۲۰۱۰ شرکت ۳۵۹٫۷۴۶ نفر کارمند داشته و رقم‌های سود، درآمد و کل دارایی با کاهش مواجه بود. در پایان سال مالی ۲۰۱۲ اگرچه شرکت مجبور به کاهش شمار کارکنان تا ۳۲۳ هزار نفر گردید، ولی میزان درآمد و سود خالص آن، افزایش یافت و درآمد ۹۸٫۹۵ میلیارد دلار را تجربه کرد، که سودی معادل ۳٫۵۵ میلیارد دلار را عاید شرکت نمود.

## حوزه فعالیت
هیتاچی بزرگترین شرکت سازنده لوازم الکتریکی ژاپن و یکی از بزرگترین شرکت‌های خوشه‌ای در جهان است.
این شرکت بزرگترین شرکت عضو گروه تولیدی لوازم الکتریکی در ژاپن است که این گروه دربرگیرنده شرکت‌هایی مانند فوجیتسو، توشیبا و ان‌ای‌سی است.
دامنه وسیع محصولات تولیدی شرکت شامل نیم‌رساناها، رایانه شخصی، لوازم جانبی رایانه، لوازم ویدئویی، پخش صدا و تجهیزات ارتباطات راه دور می‌باشد.
این شرکت در سامانه‌های تولید انرژی الکتریکی و صنعت شامل طرح‌های انرژی هسته‌ای و برق‌آبی، کنترل تجهیزات، آسانسور و پله‌های برقی، لکوموتیوها، لوازم خودرو، ماشین‌های ساخت‌وساز، لوازم خانگی مانند مطبوع‌کننده‌های هوا، یخچال، ماشین ظرفشویی، دستگاه مایکروویو، جاروبرقی و همین‌طور ساخت ابزارهایی مانند لوله، سیم، کابل‌های برق و محصولات تولیدی از آهن، فولاد و مس فعالیت می‌نماید. بیش از ۳۰٪ درصد از فروش این شرکت به خارج از ژاپن مربوط می‌شود.
این شرکت به‌تازگی یک دیسک ذخیره‌سازی تولید کرده که می‌تواند اطلاعات را به‌طور دائم نگه دارد. این دستگاه ذخیره‌سازی ۲ سانتی‌متری، داده‌های باینری (صفر و یک) را در فرم نقاط کوچکی ذخیره می‌کند که با دستگاهی مانند میکروسکوپ می‌توان ان را مشاهده کرد. برای خواندن اطلاعات به دستگاه ویژه‌ای نیاز است. این دیسک از بلور کوارتز ساخته شده‌است که به شدت با دوام و مقاوم است. این دیسک ضدآب بوده و در برابر امواج رادیویی و شیمیایی مقاوم است و همین‌طور به مدت ۲ ساعت می‌تواند در دمای ۱۰۰۰ درجه سلسیوس دوام بیاورد.

## ریشه نام هیتاچی
نامیهی اودیرا بنیانگذار هیتاچی، این شرکت را با نام هیتاچی، که یادآور مکانی بود، که نخستین فروش محصولات خود را انجام داده بود؛ یعنی شهر هیتاچی، استان ایباراکی به ثبت رساند.
واژه هیتاچی در زبان ژاپنی از دو بخش تشکیل شده. هی: به‌معنای خورشید و تاچی: به‌معنای طلوع است، که در مجموع، معادل فارسی آن: طلوع خورشید می‌باشد. این واژه اشاره دارد به پرچم آفتاب تابان، امپراتوری ژاپن.

## نگارخانه

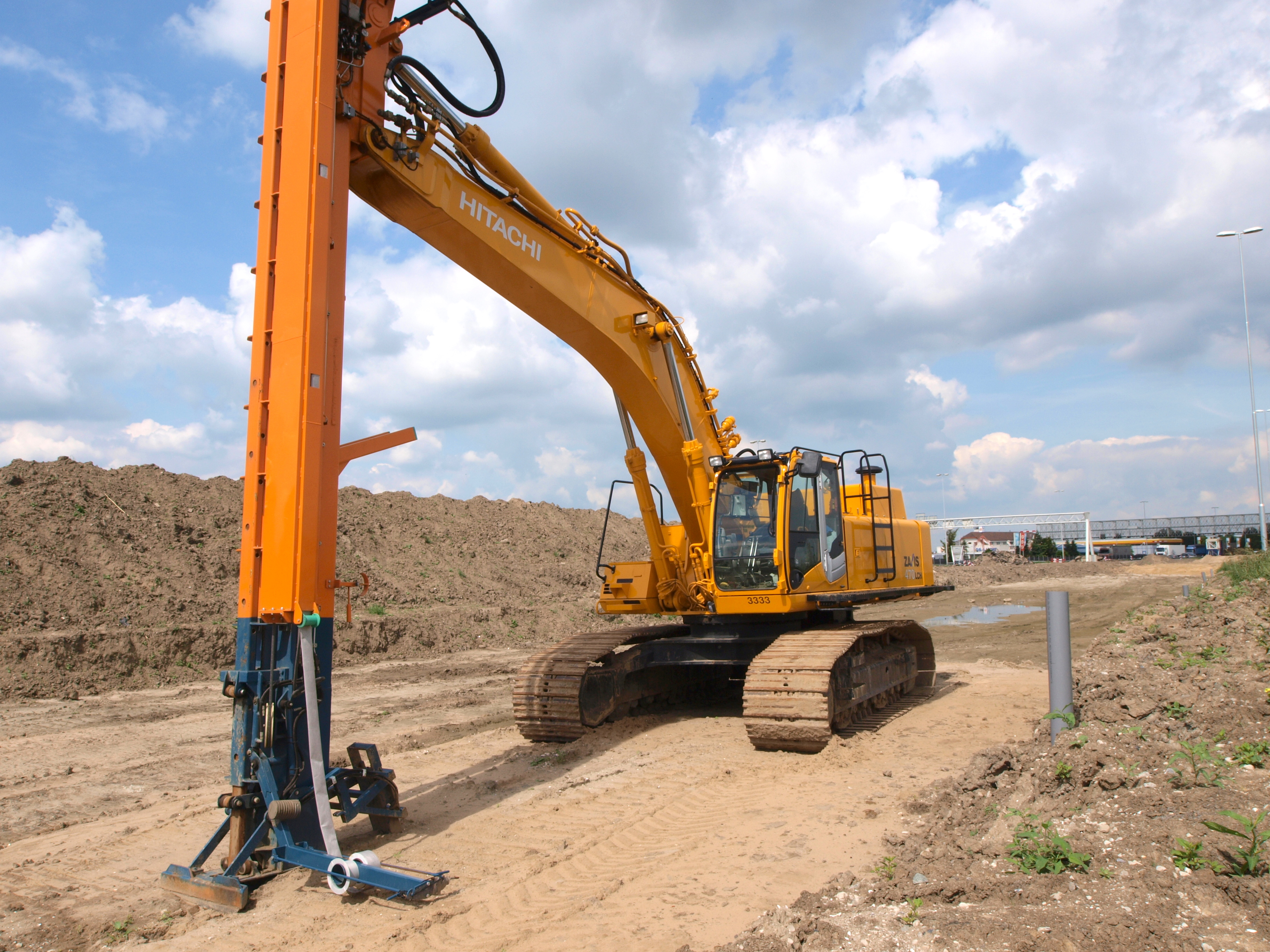
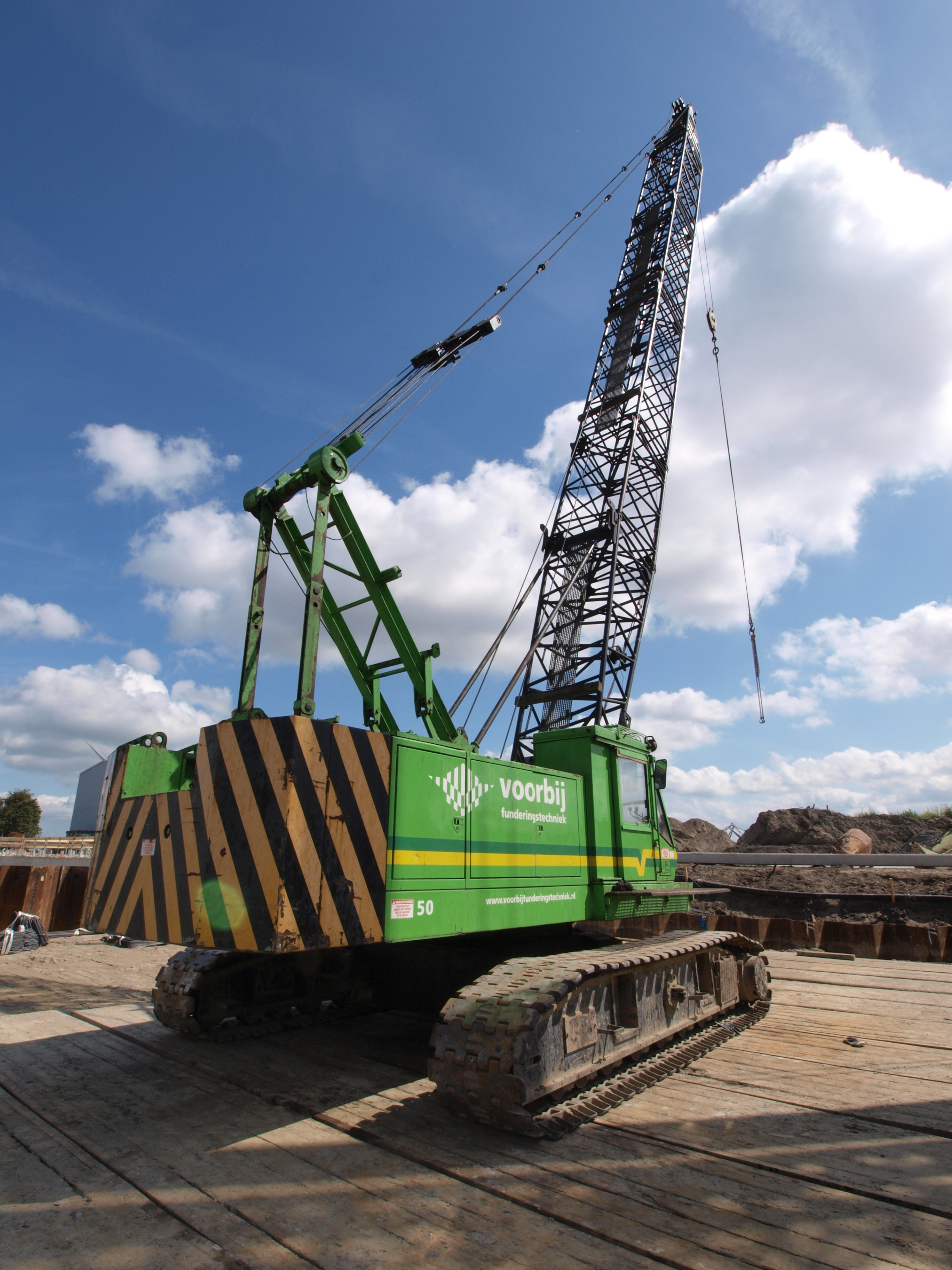
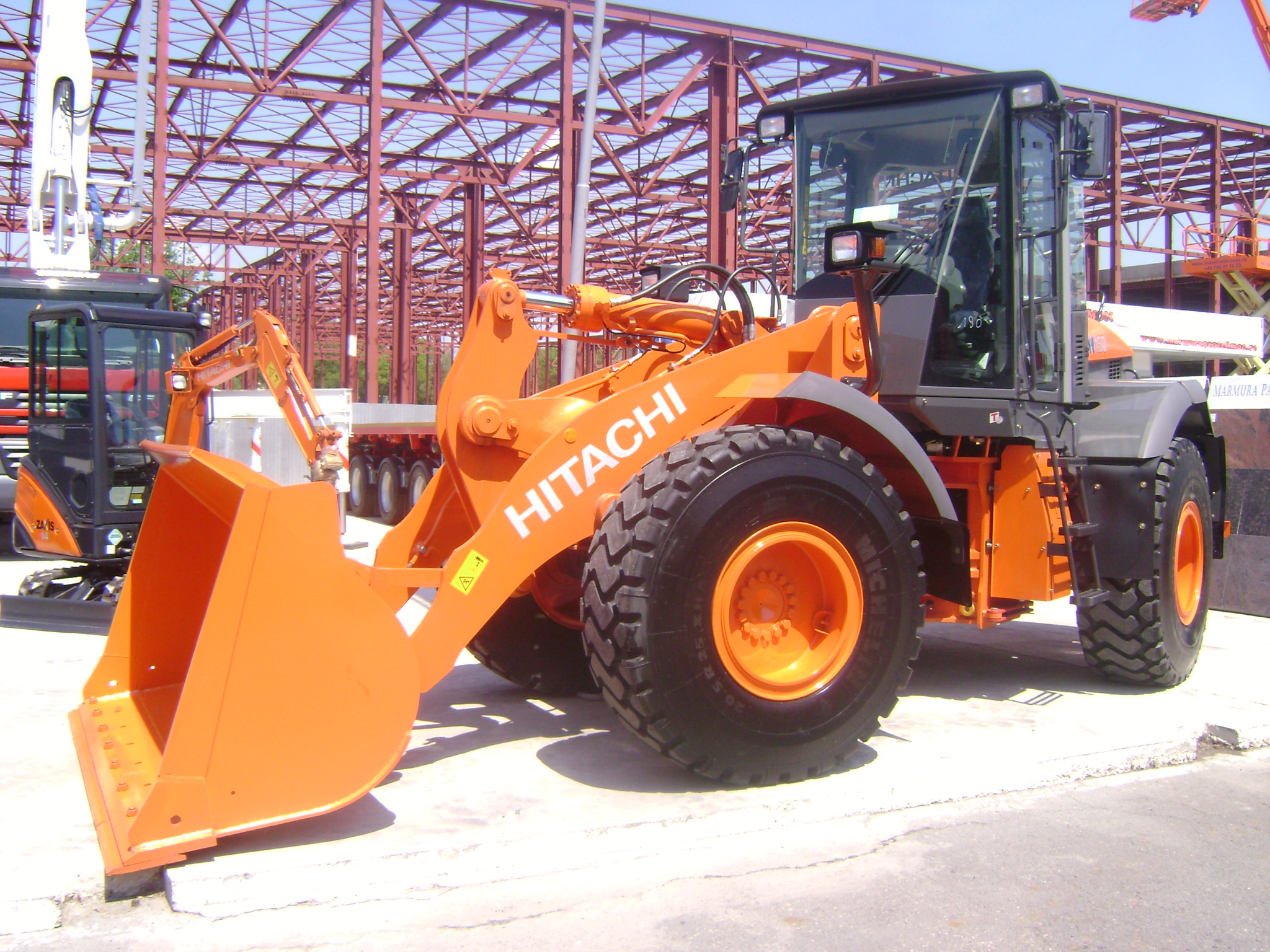
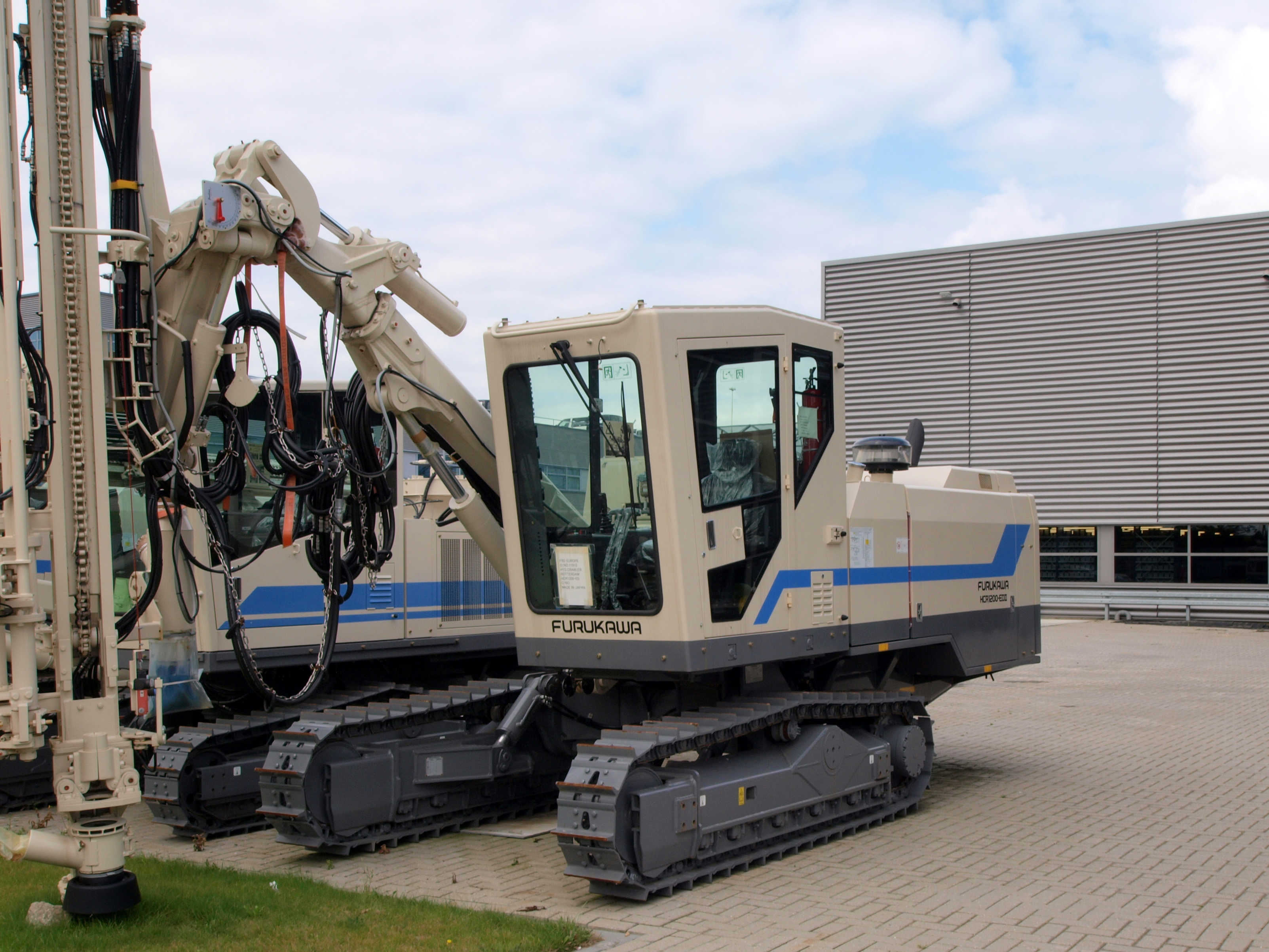
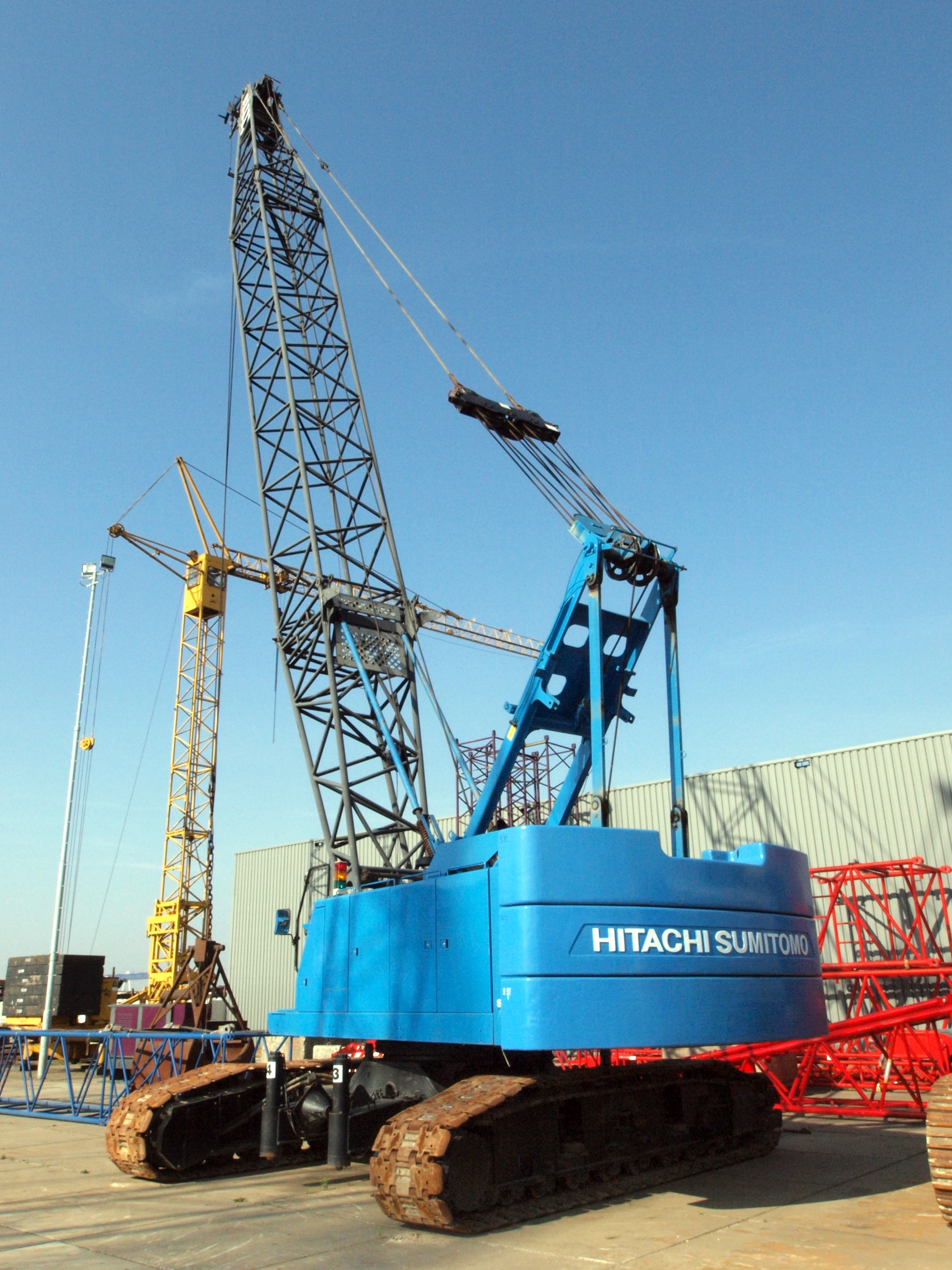
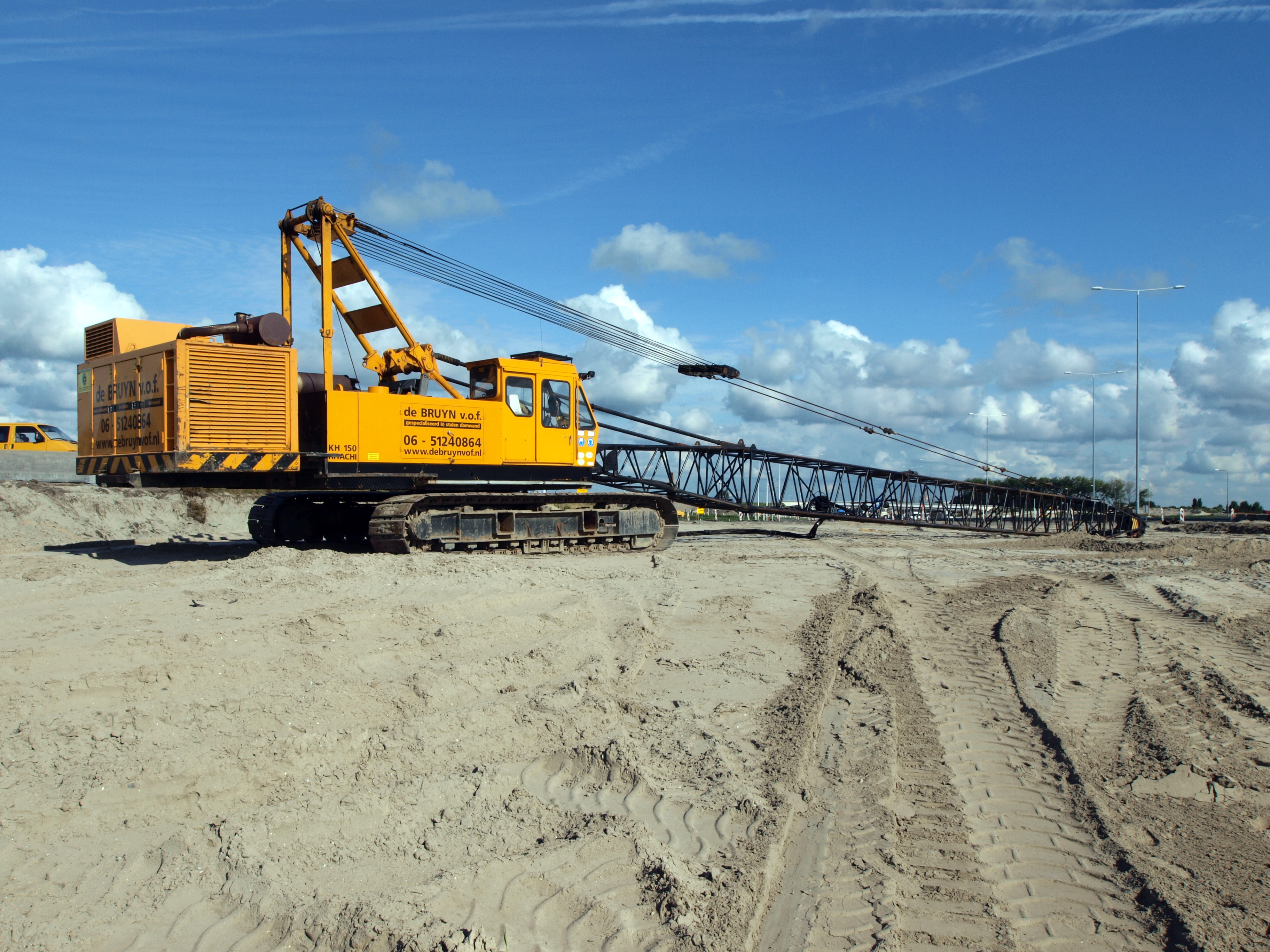
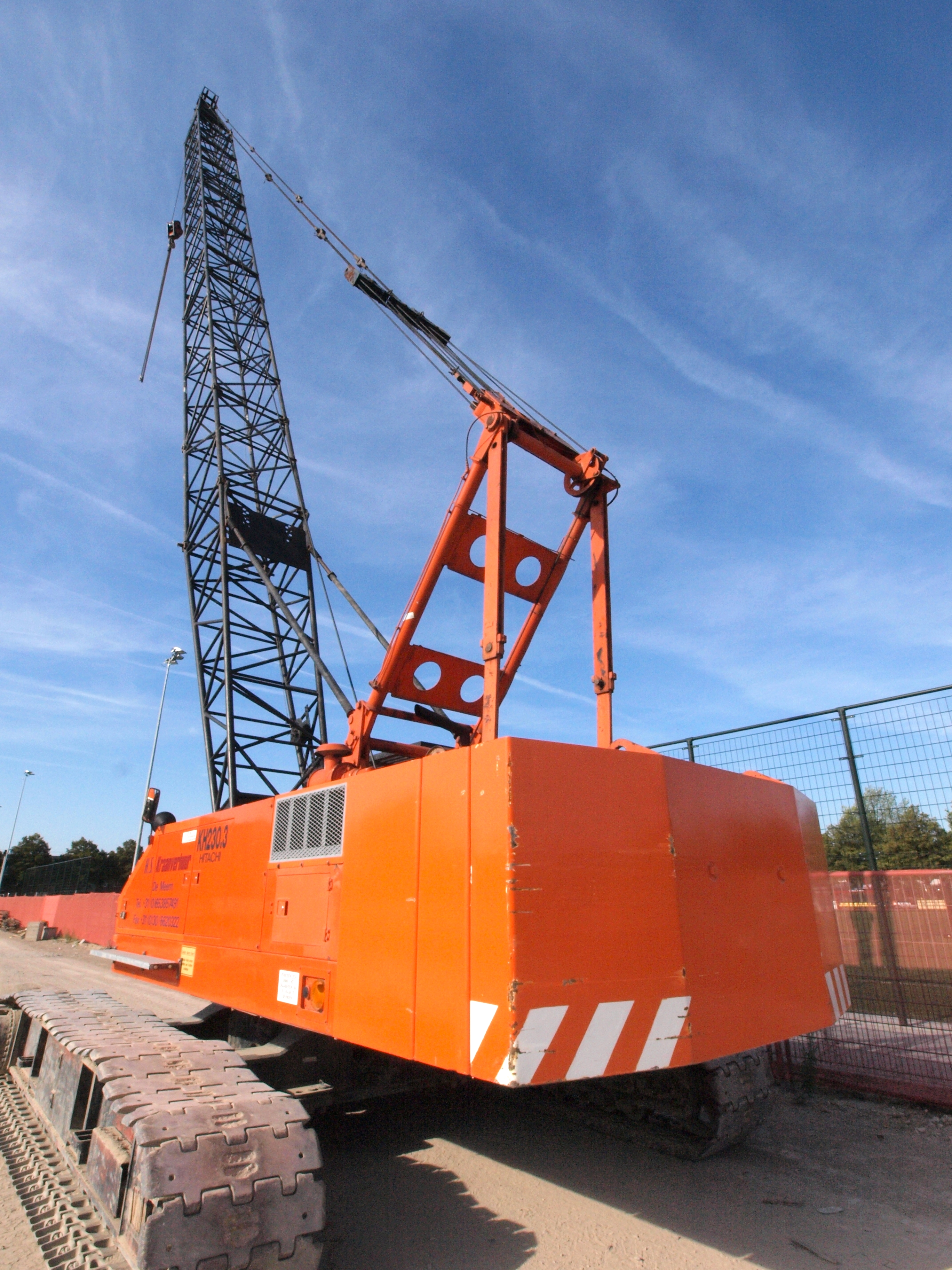
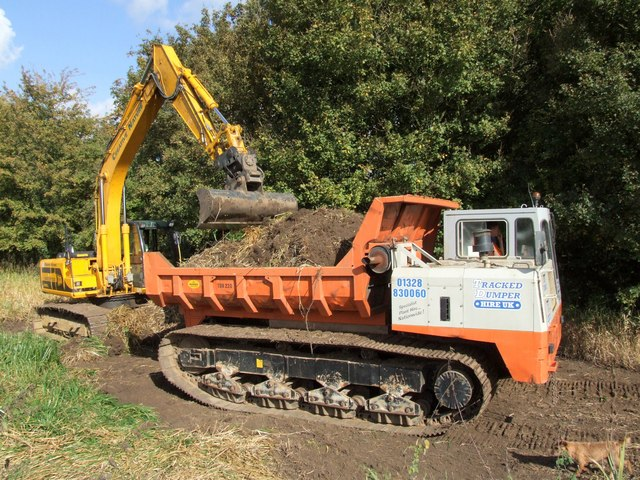
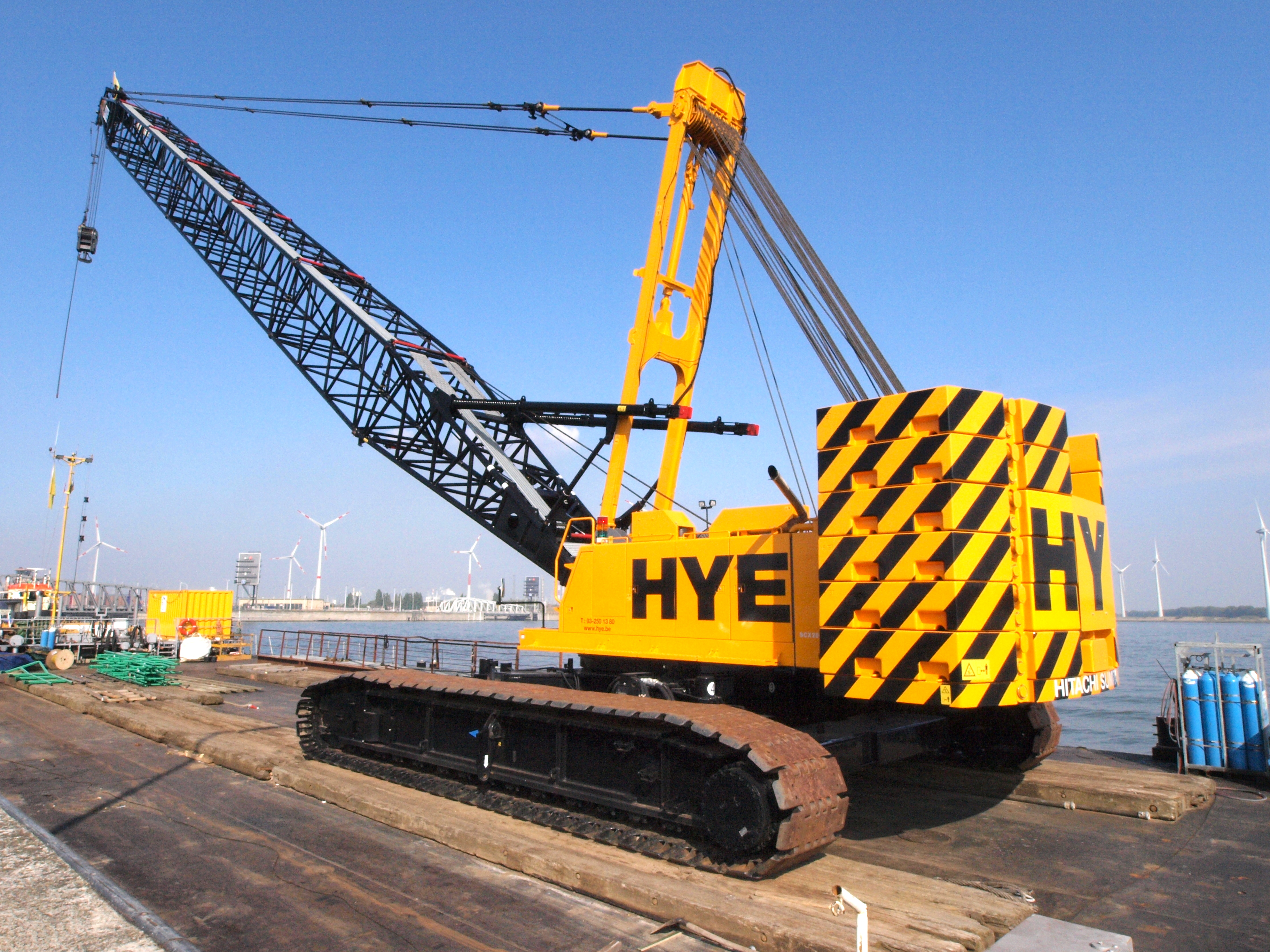
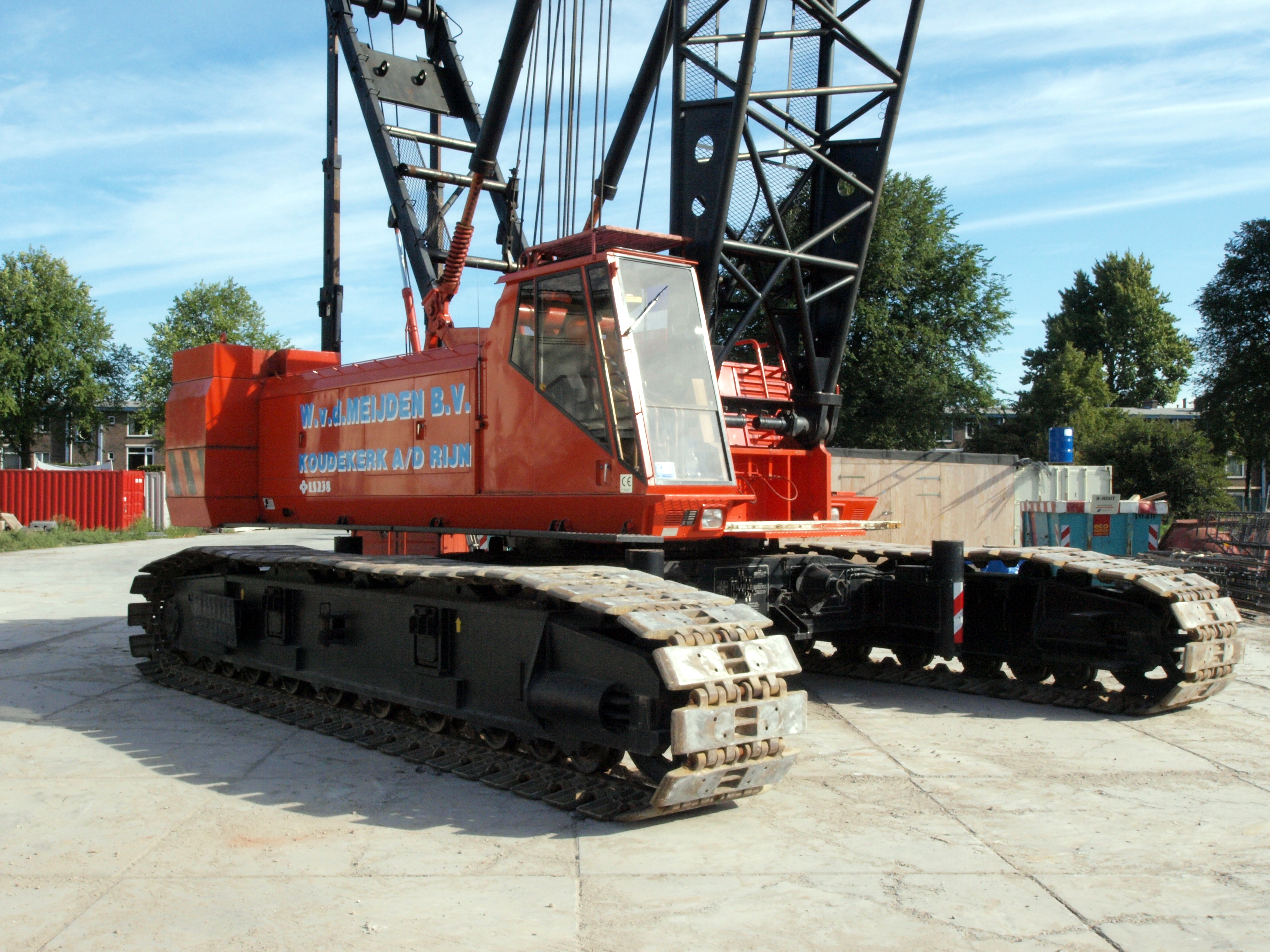
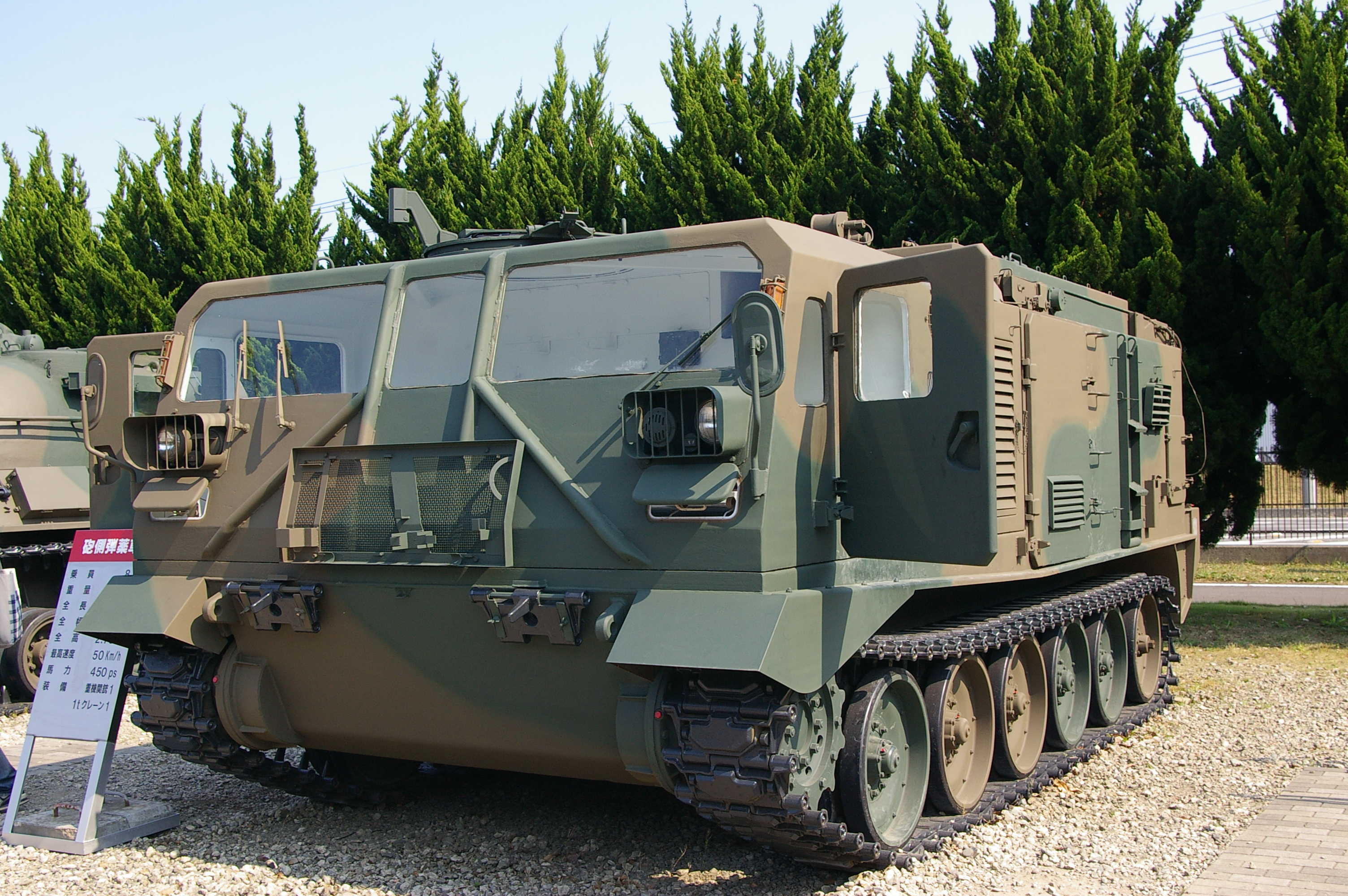
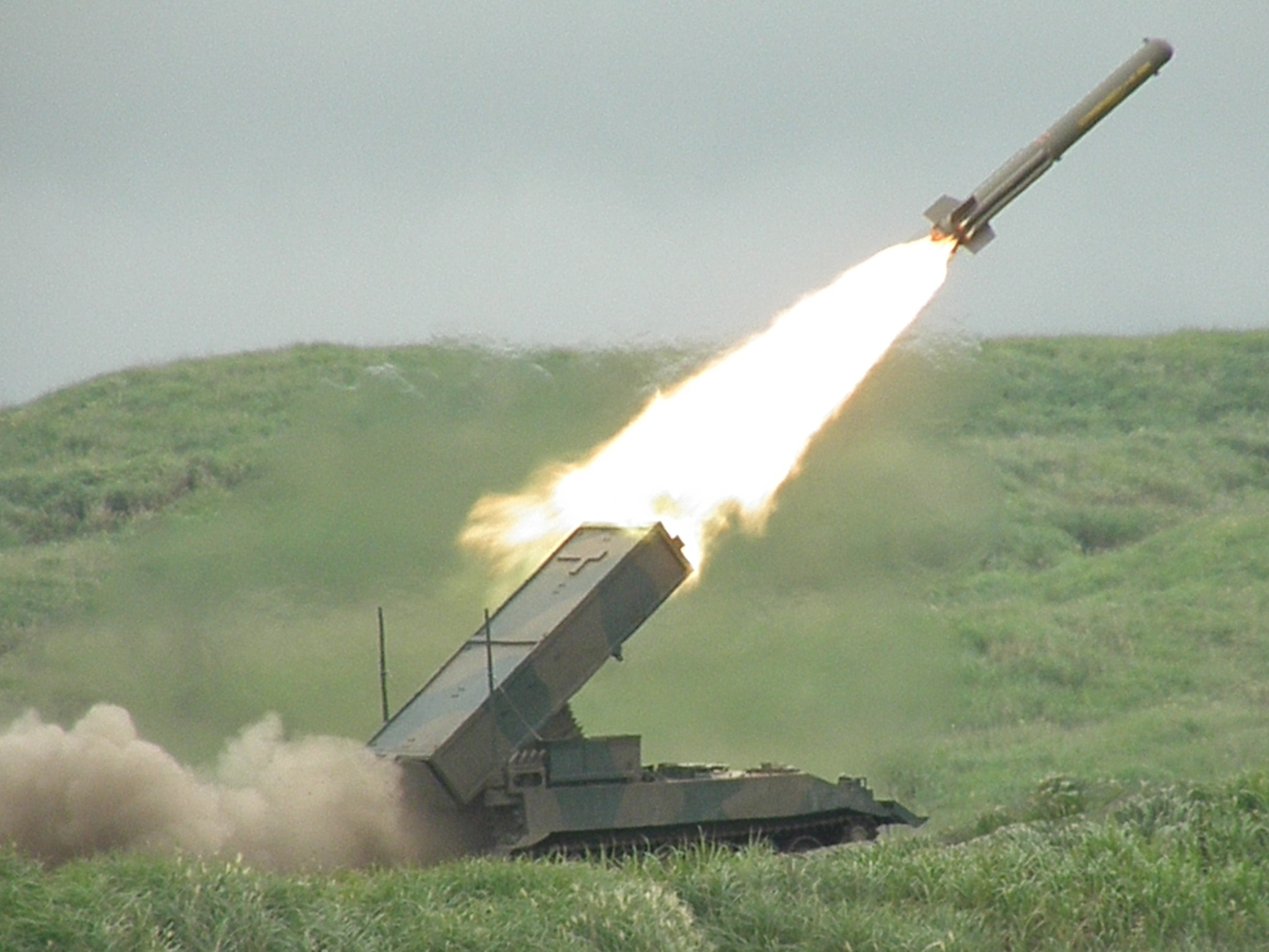
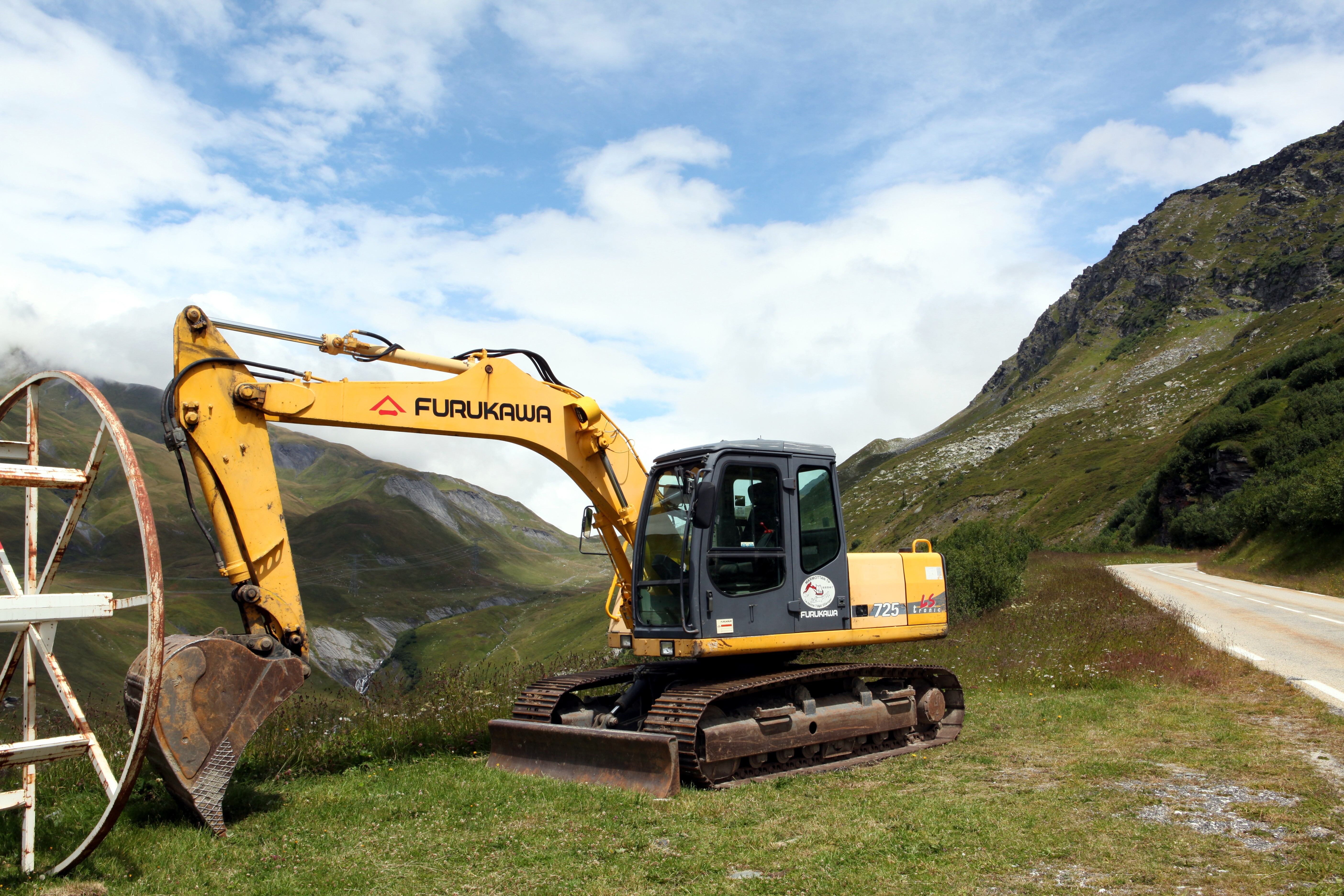
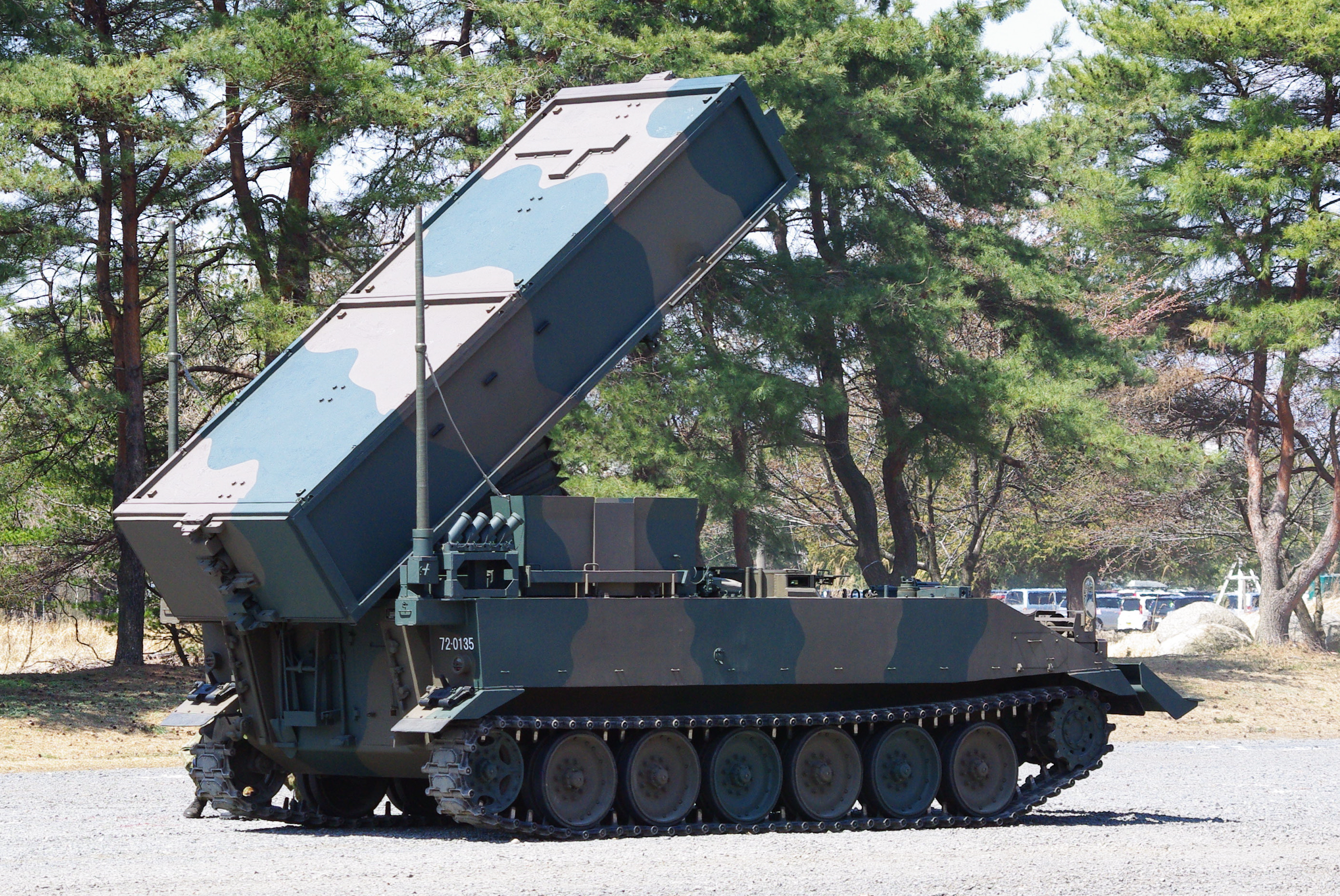
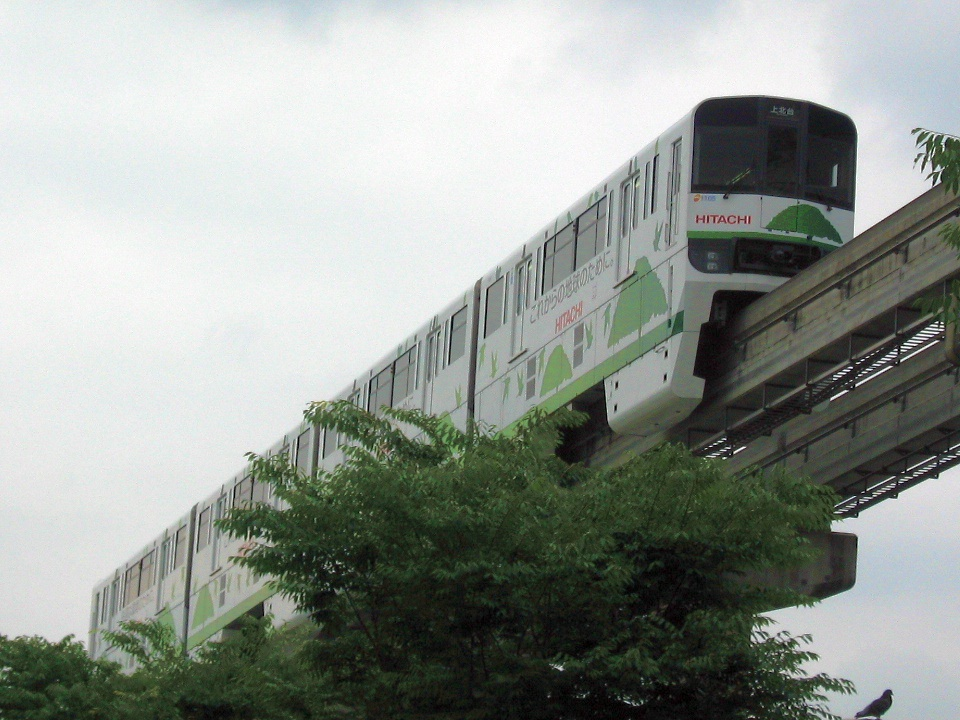
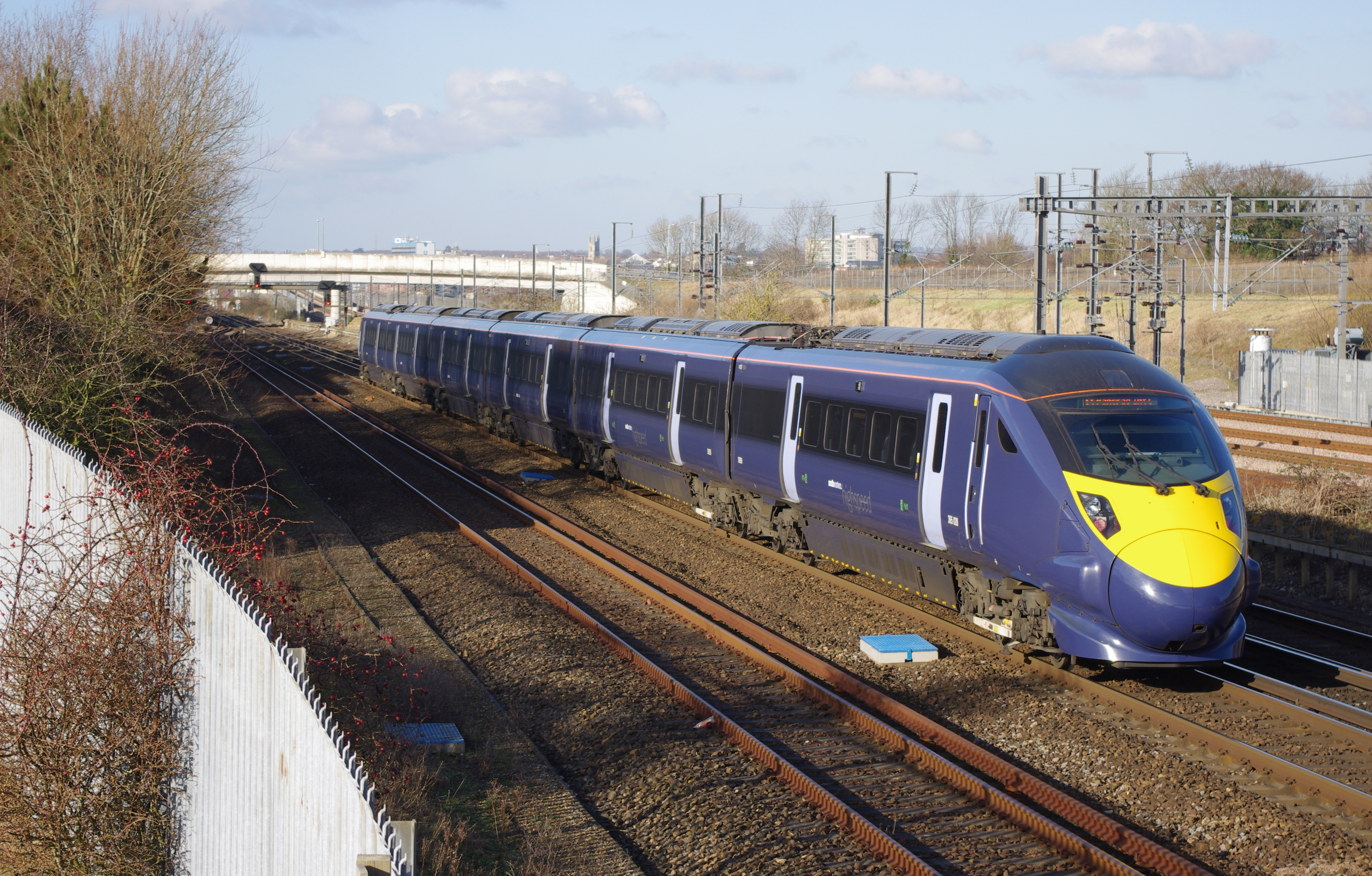
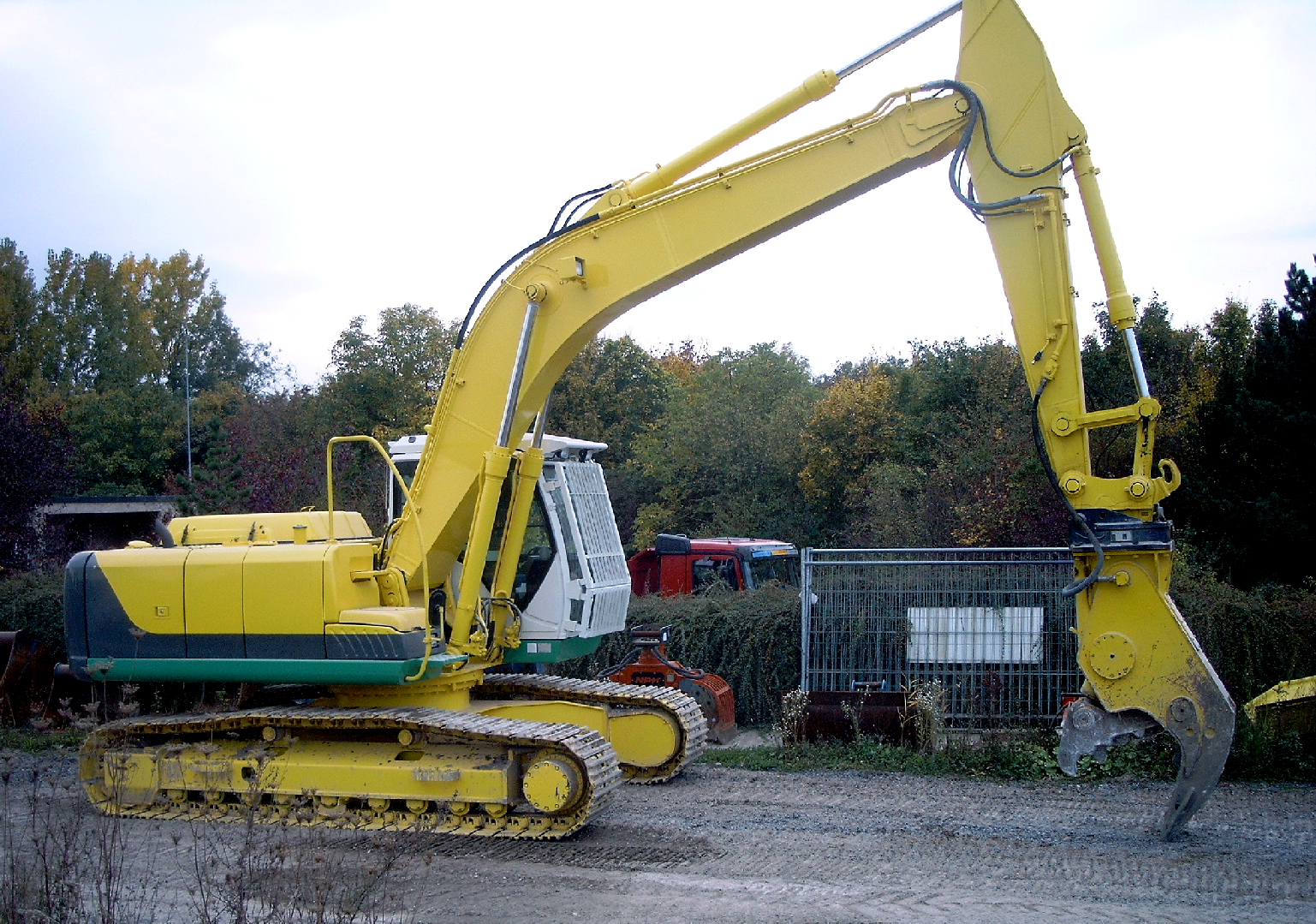
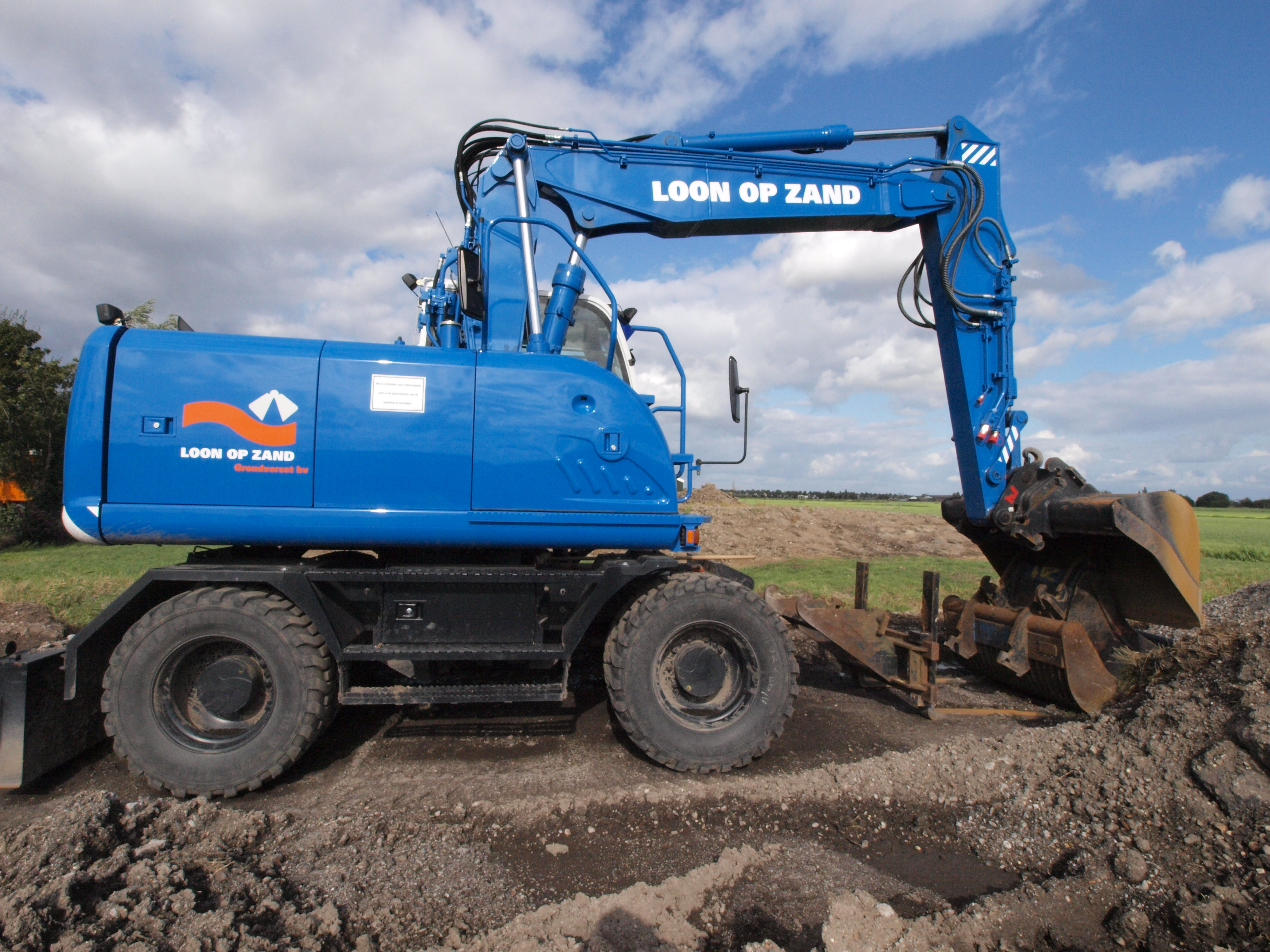
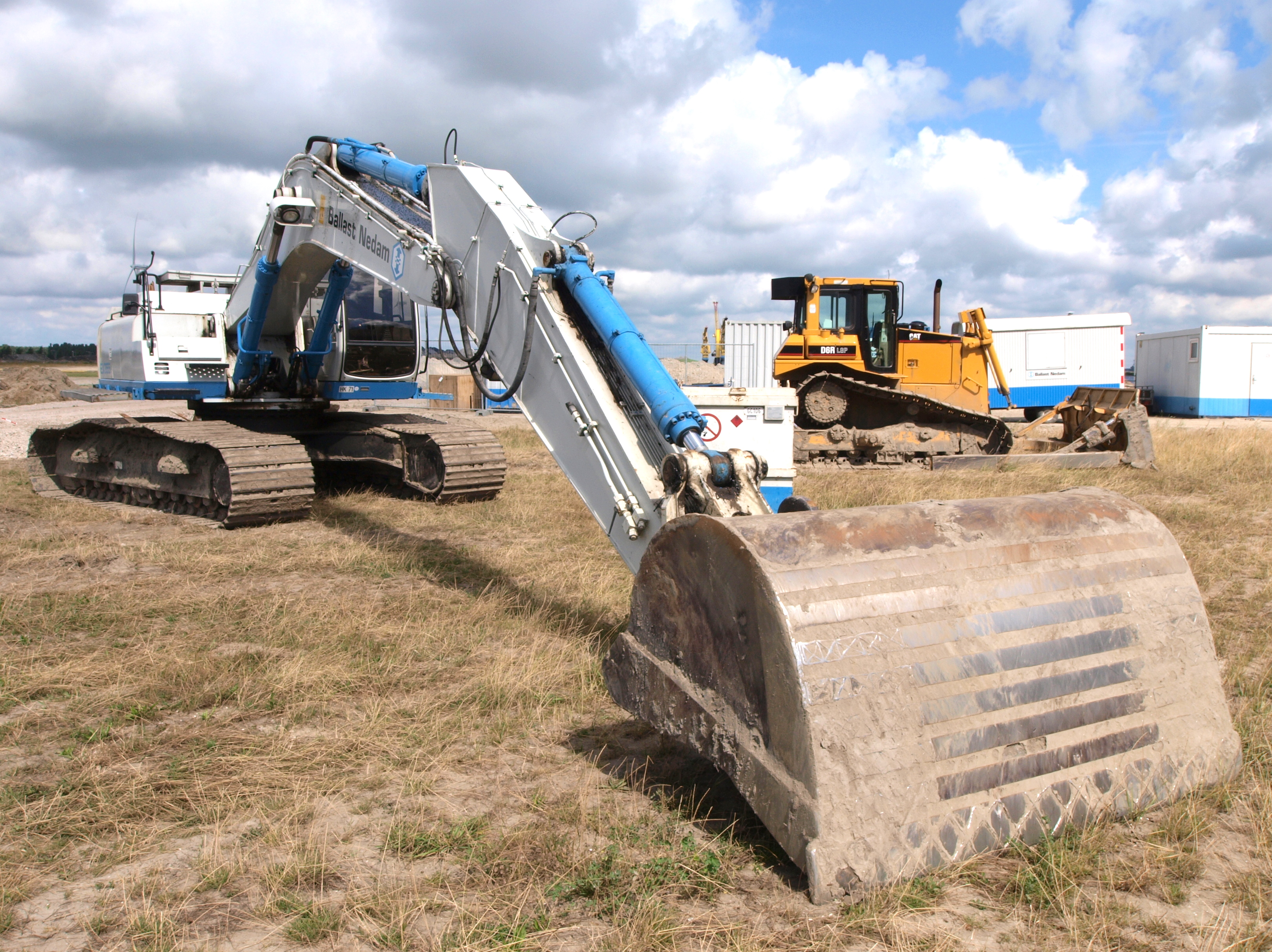
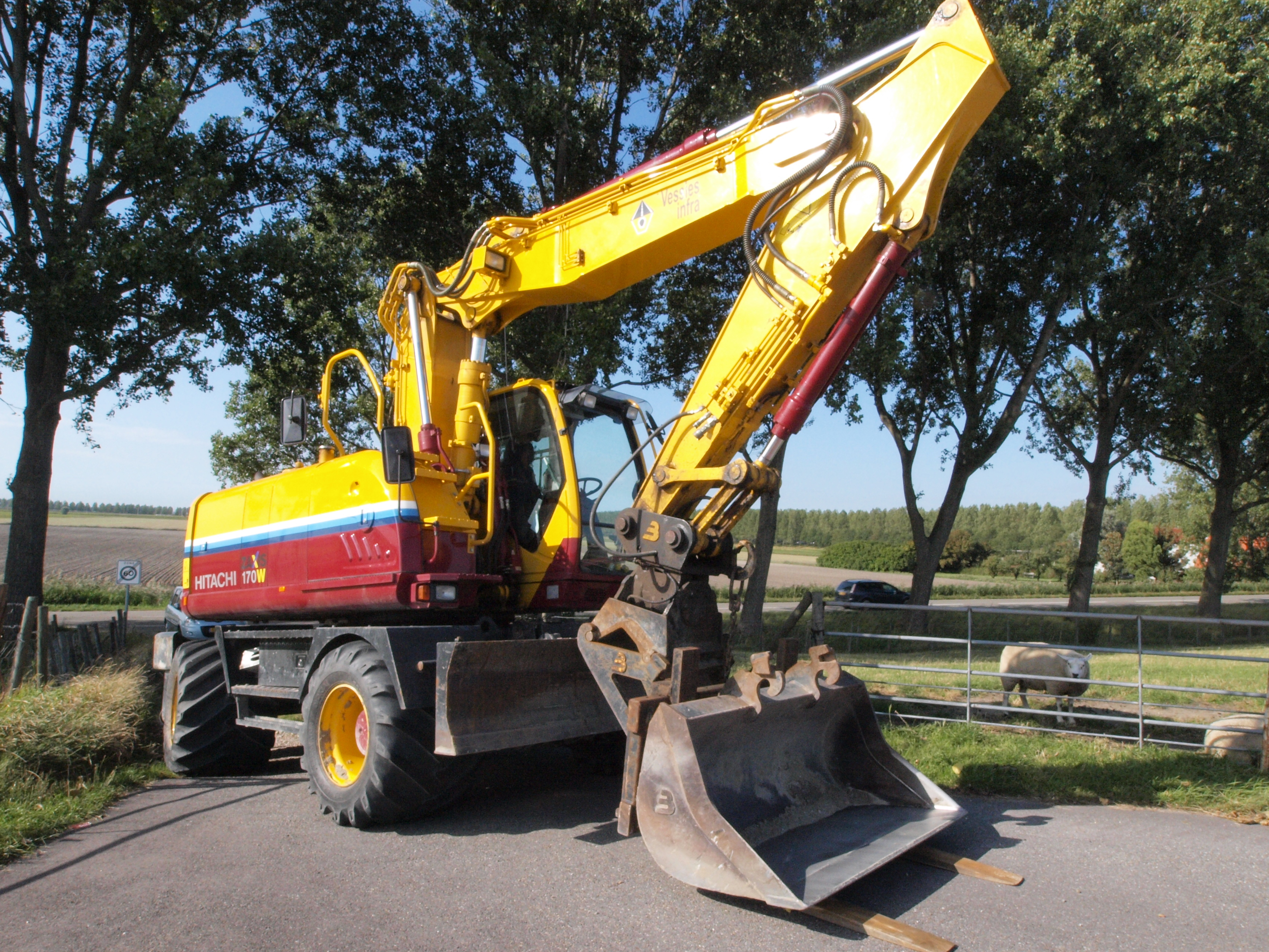
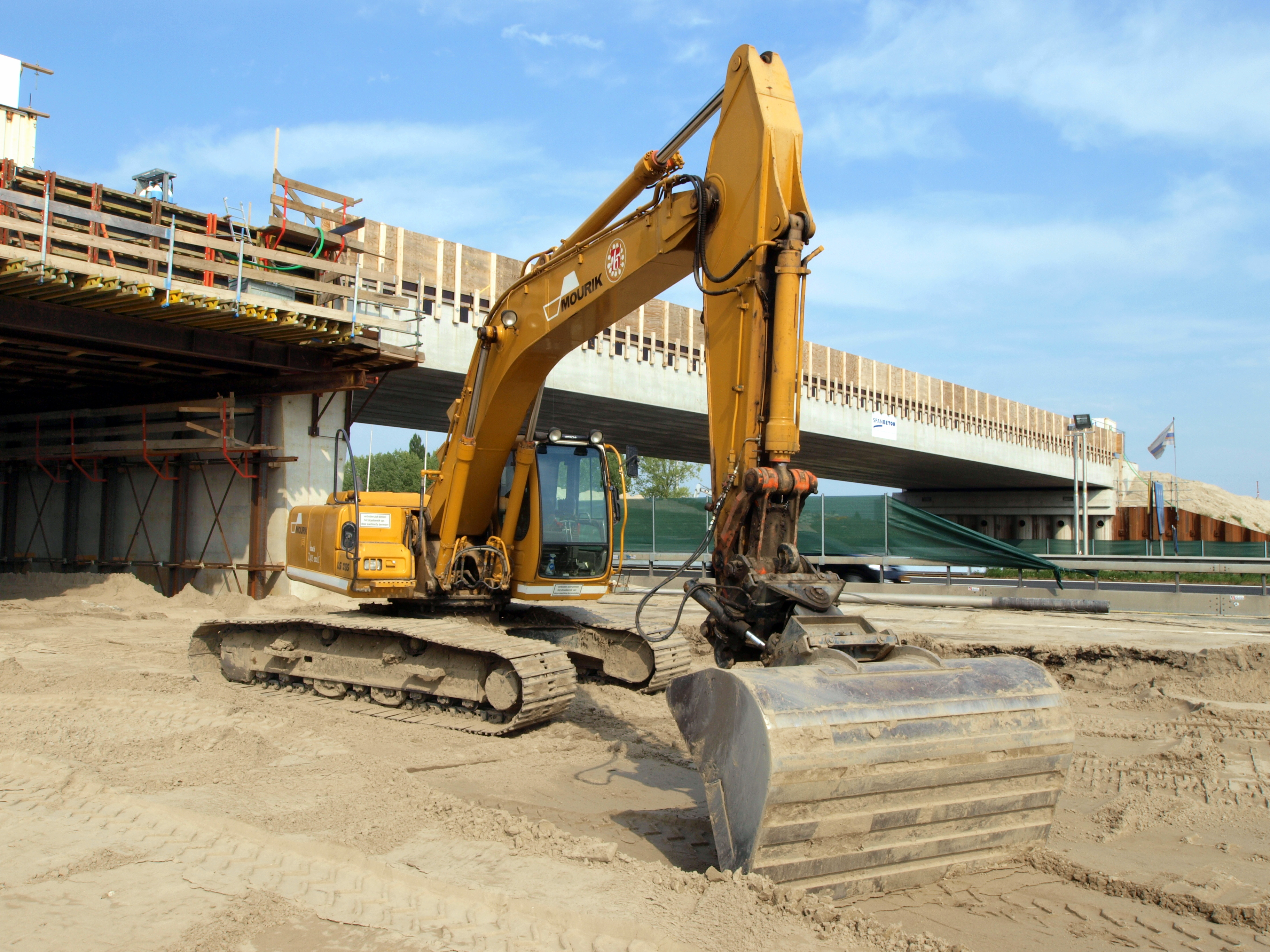
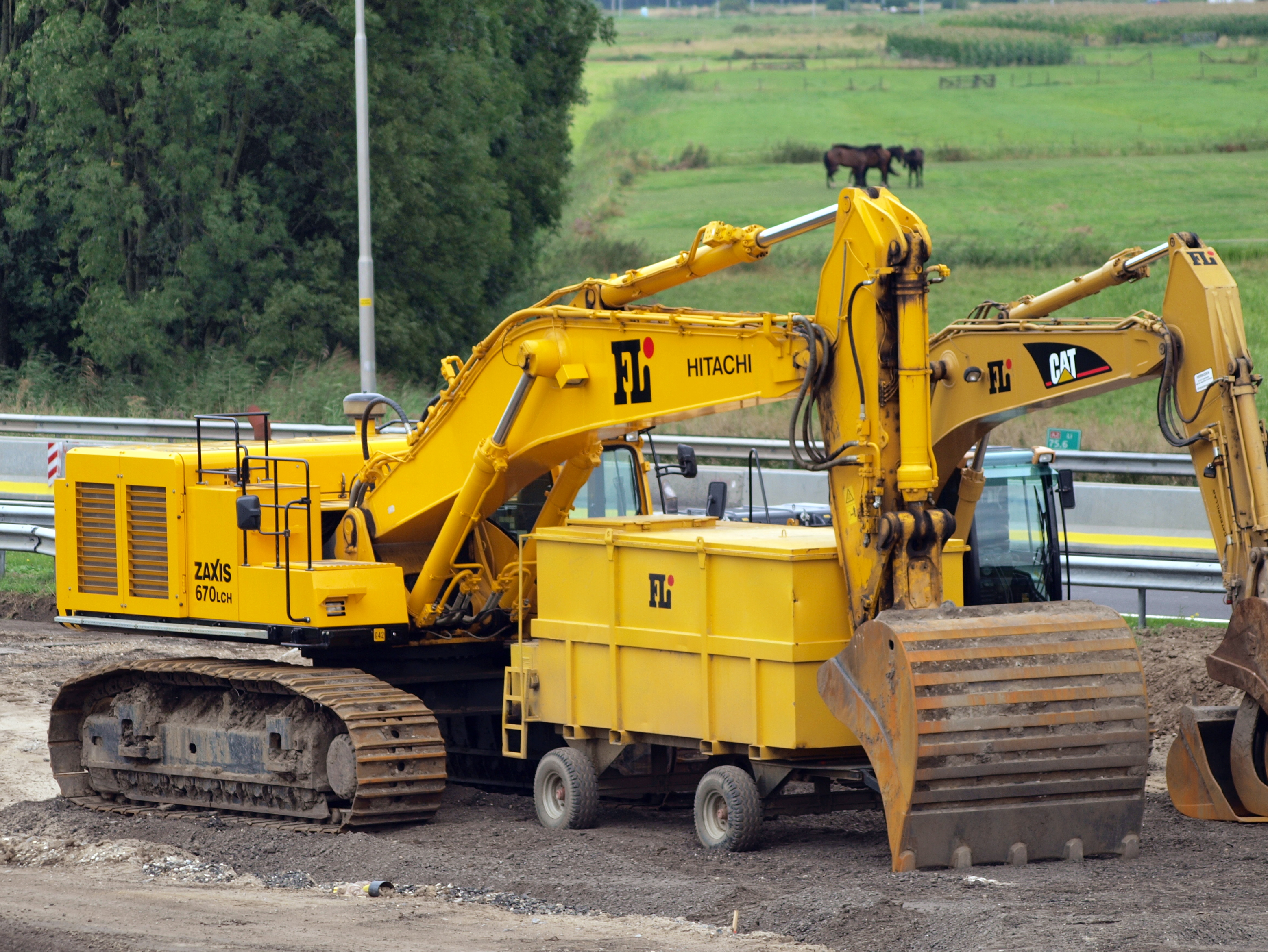
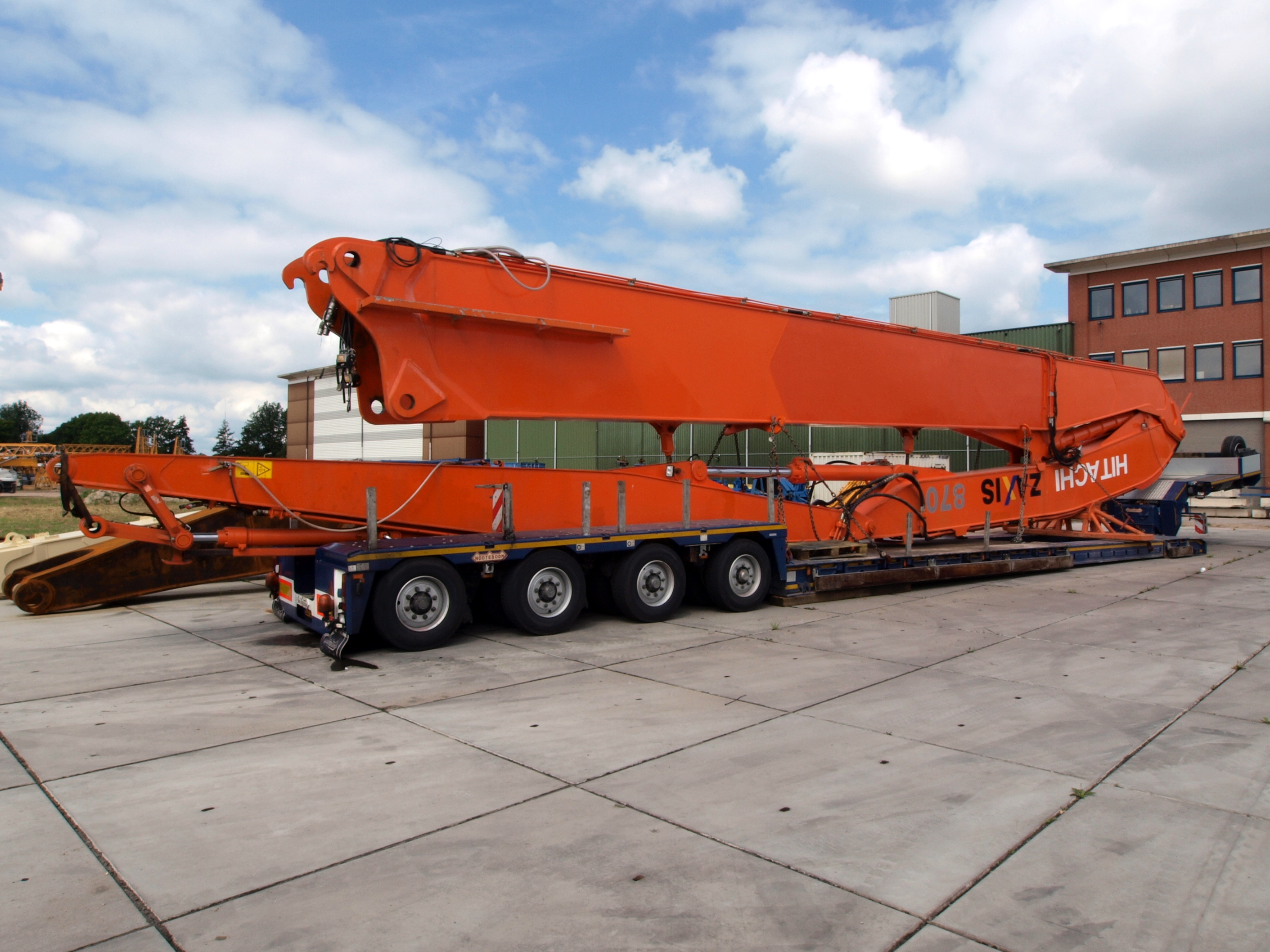
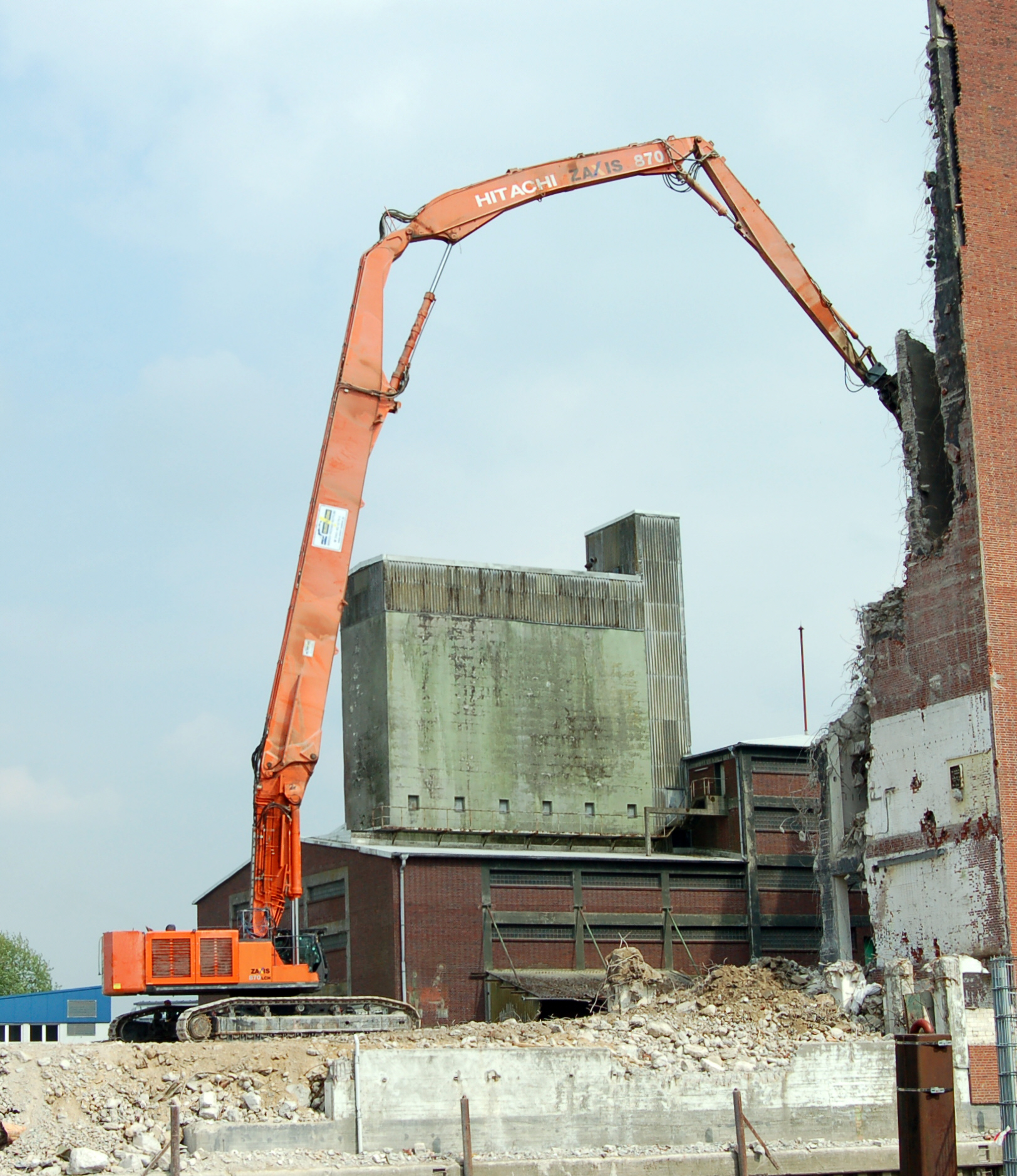
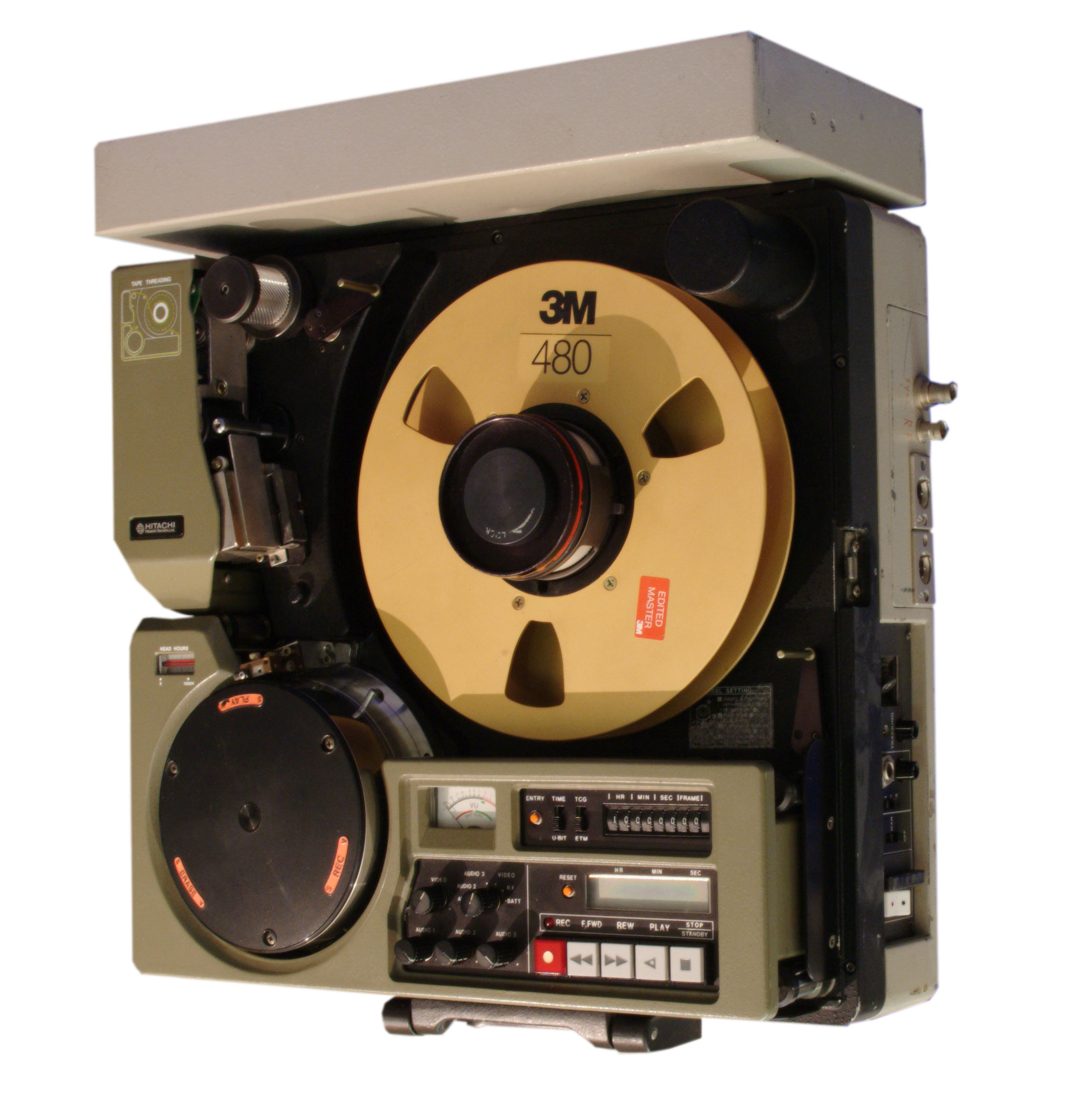
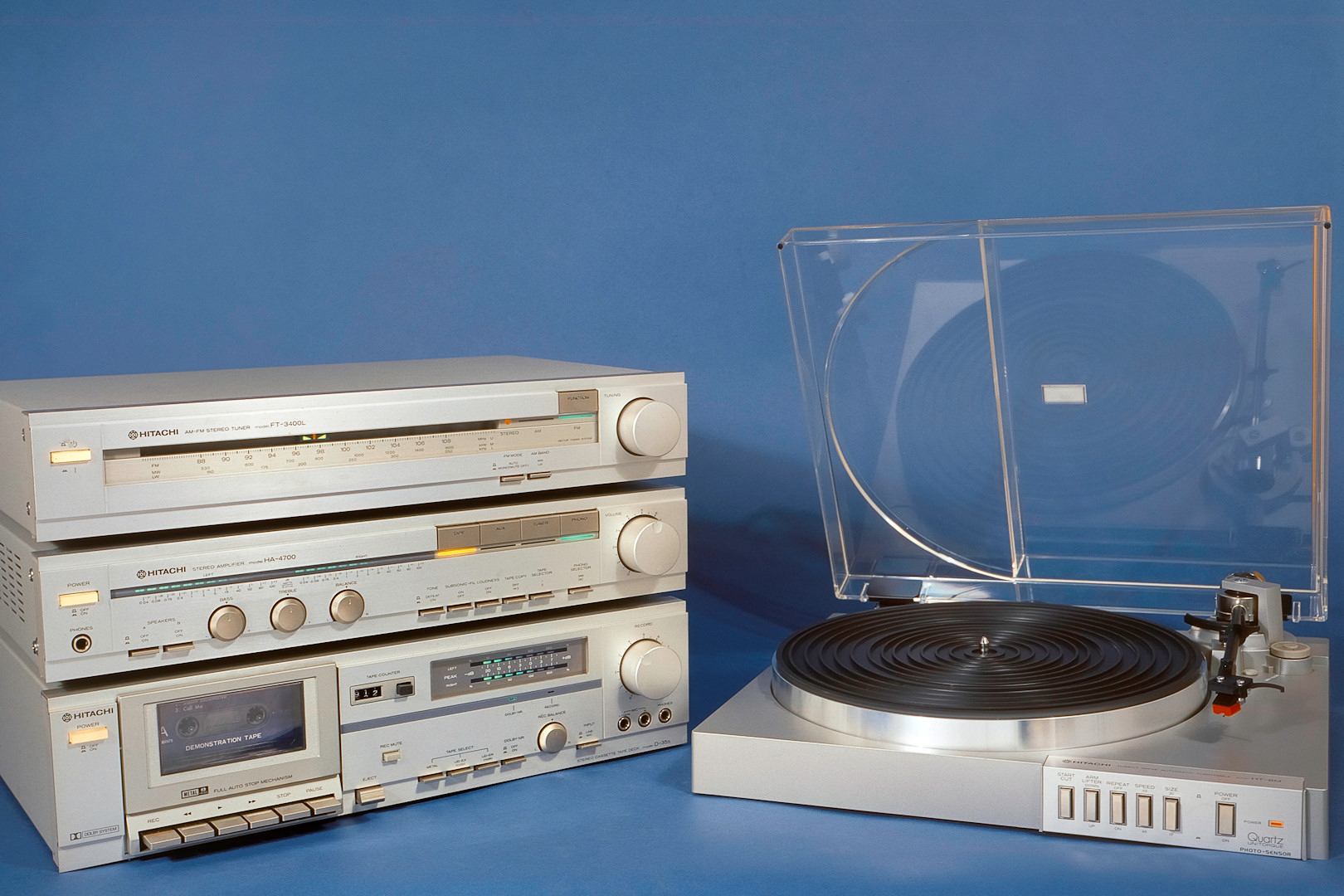
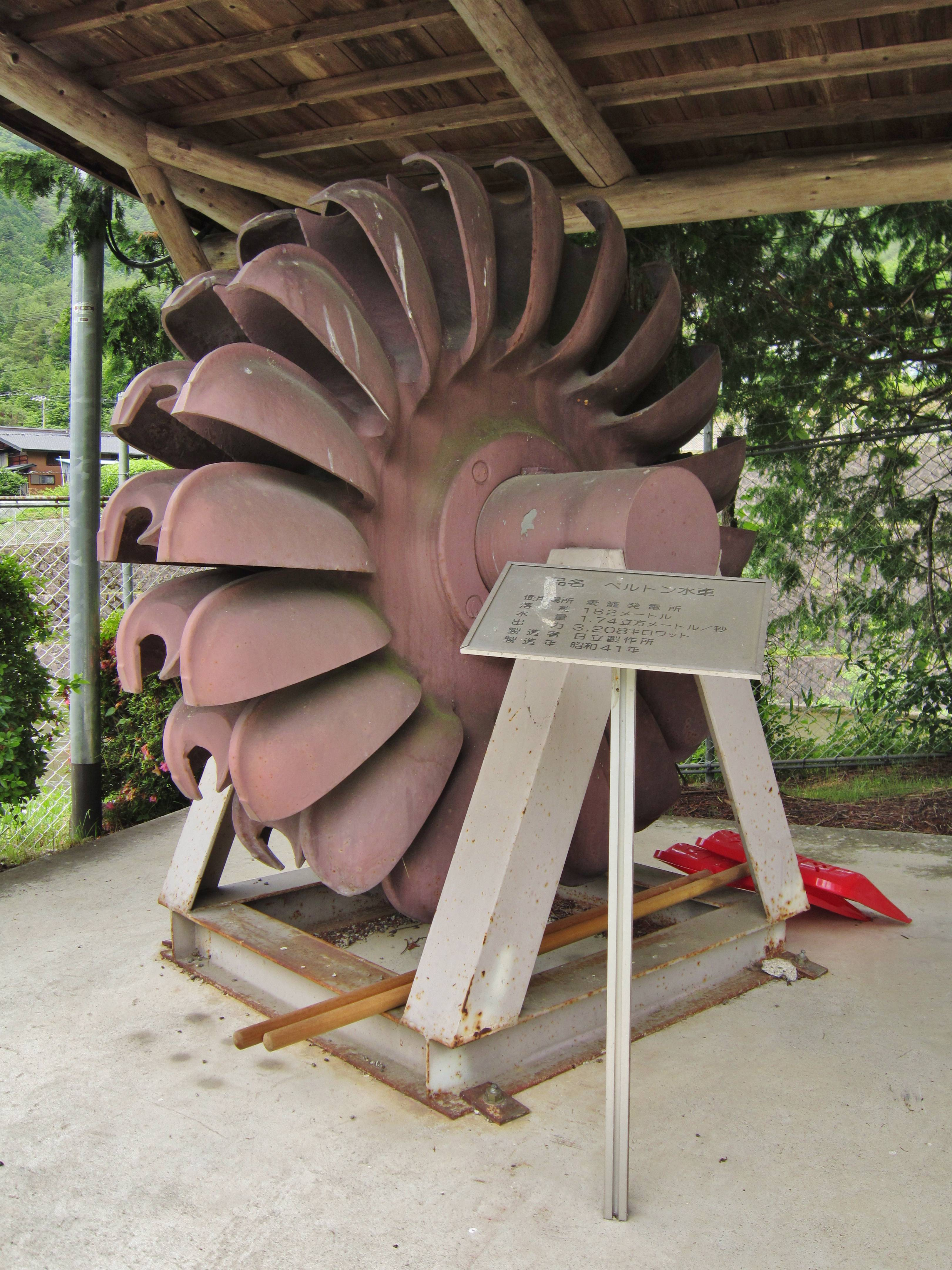
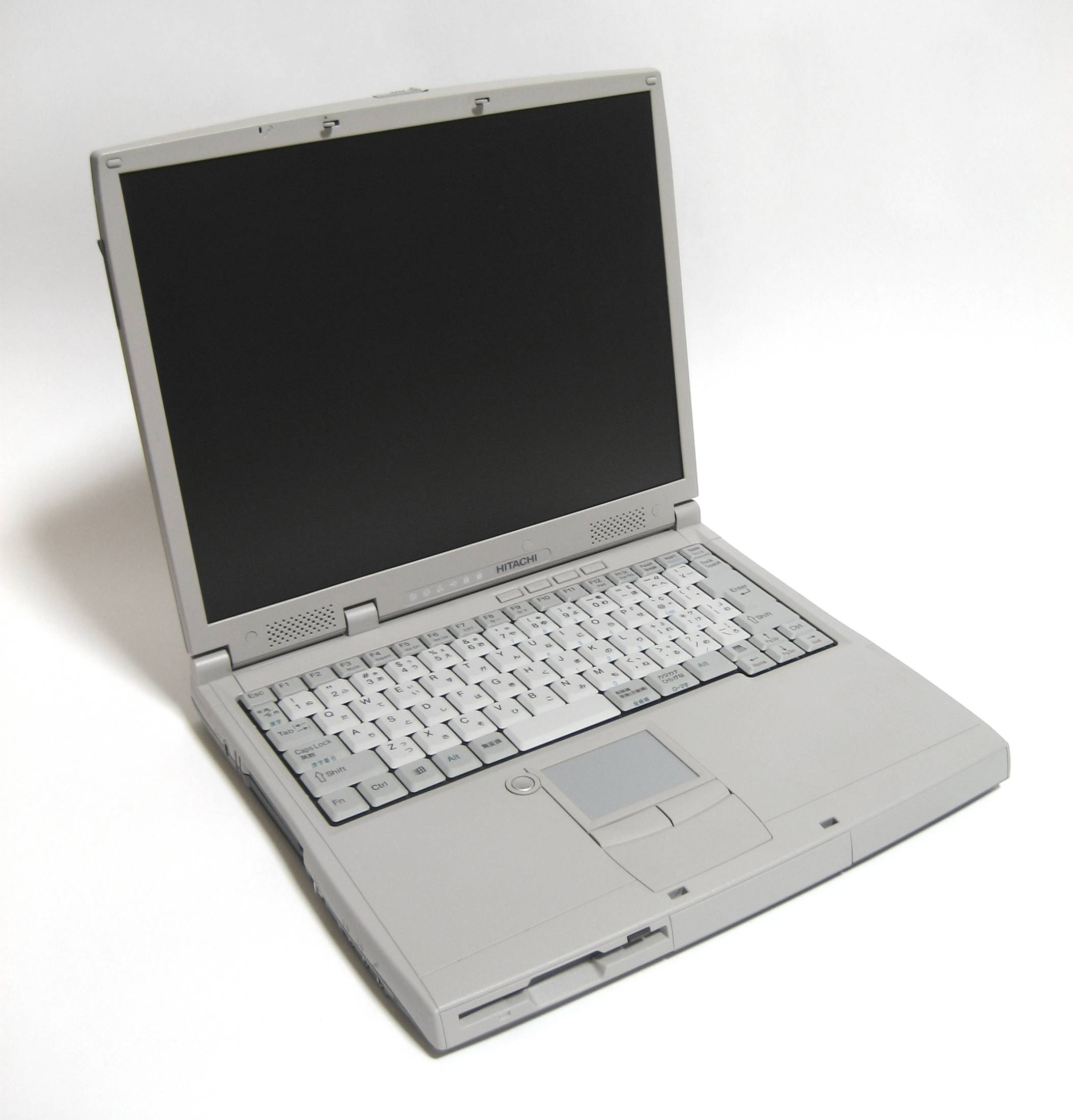
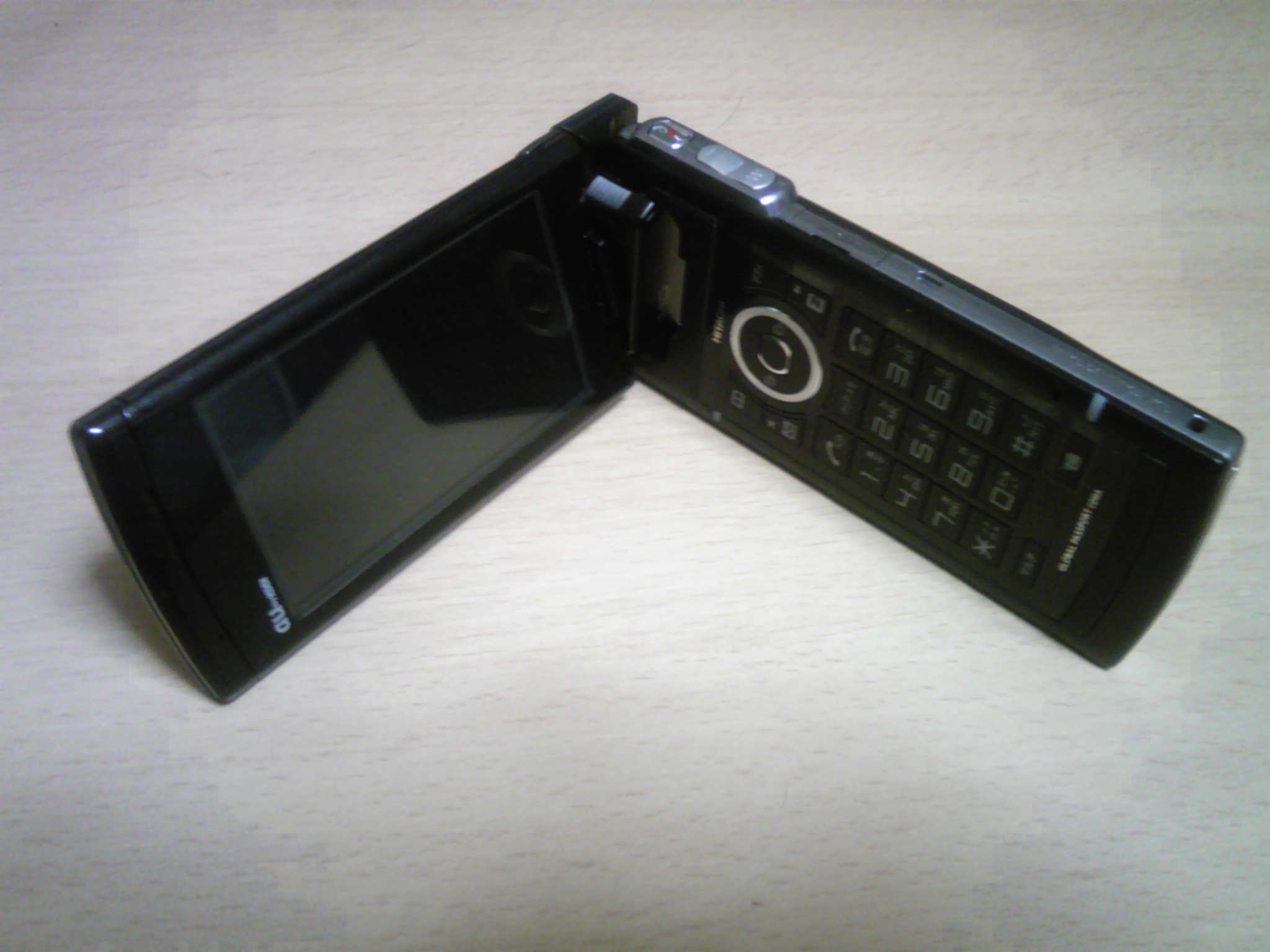
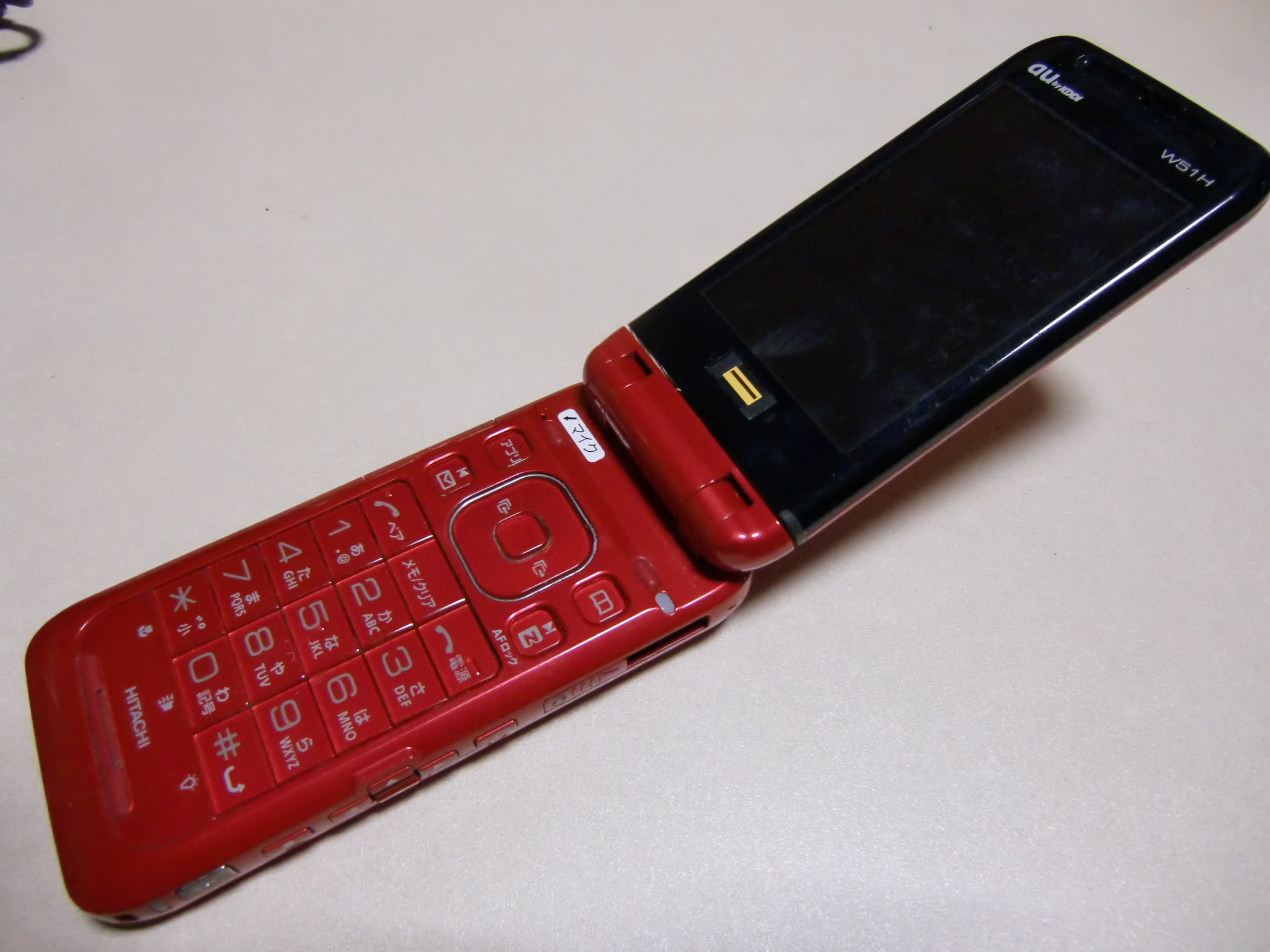
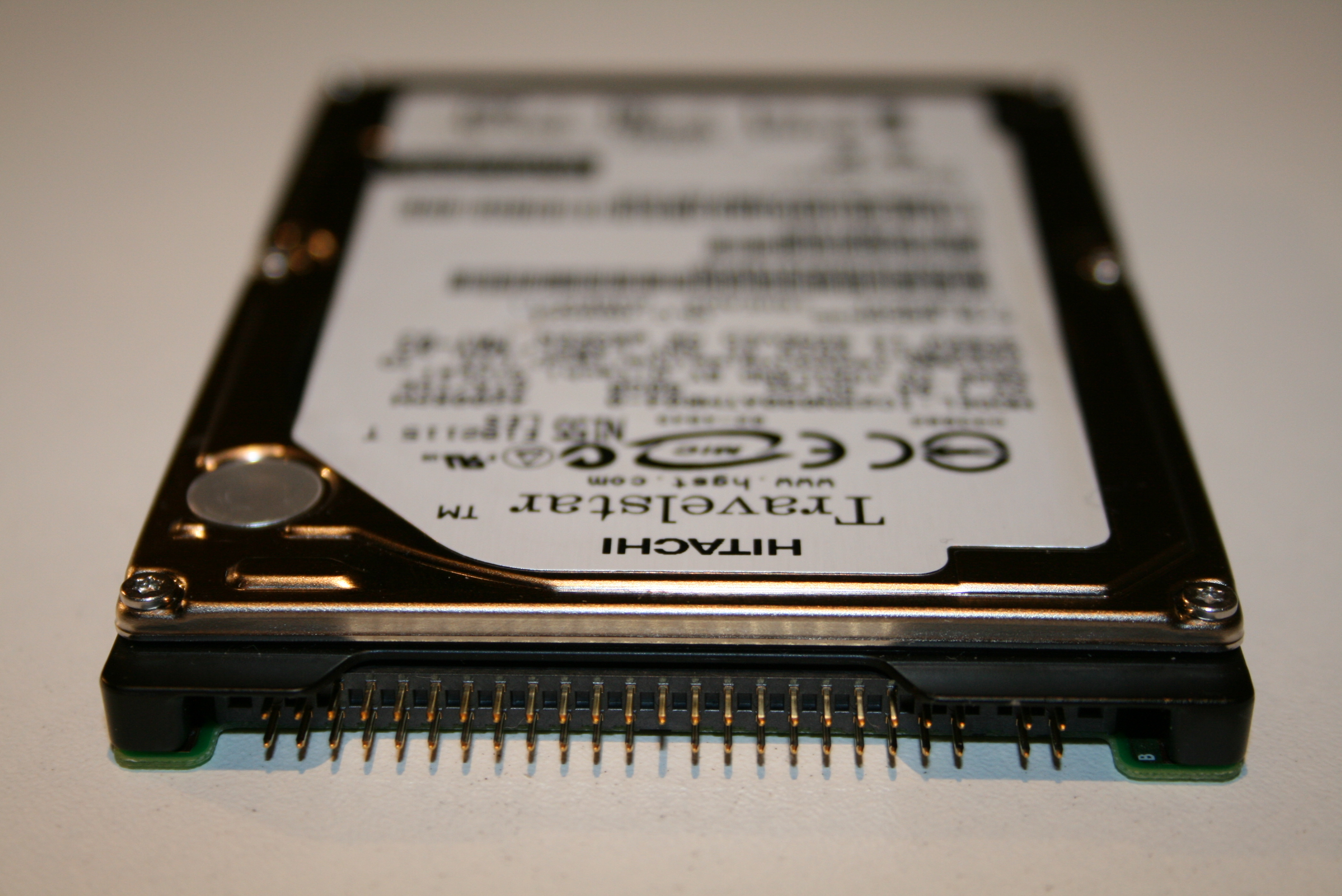
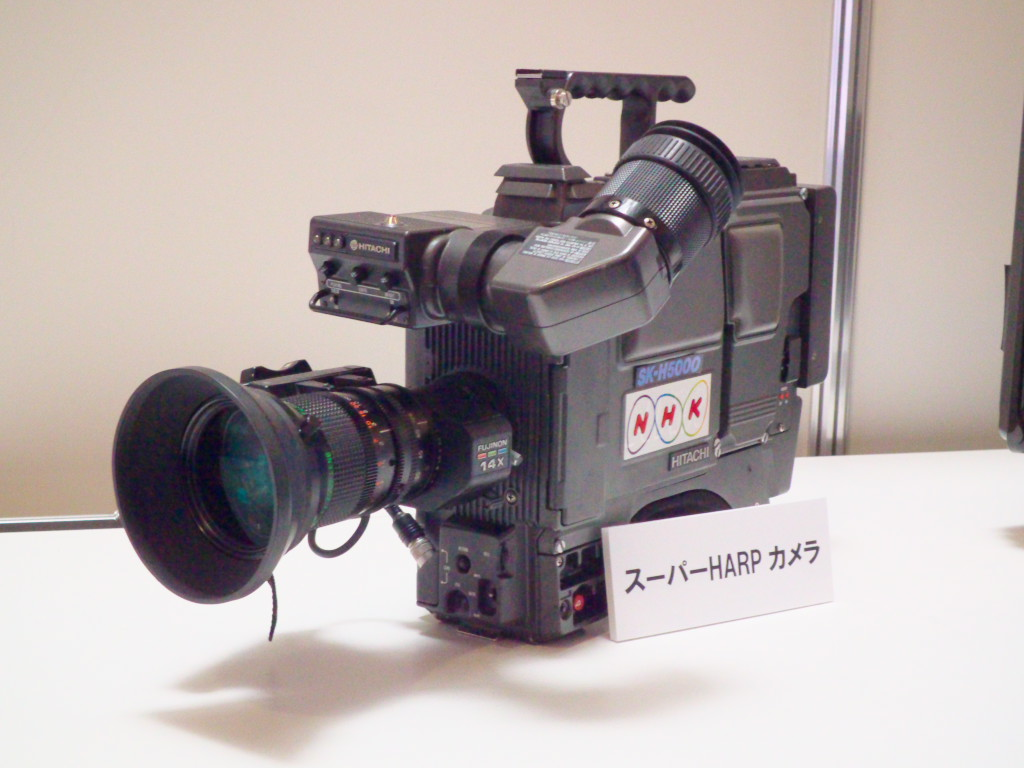
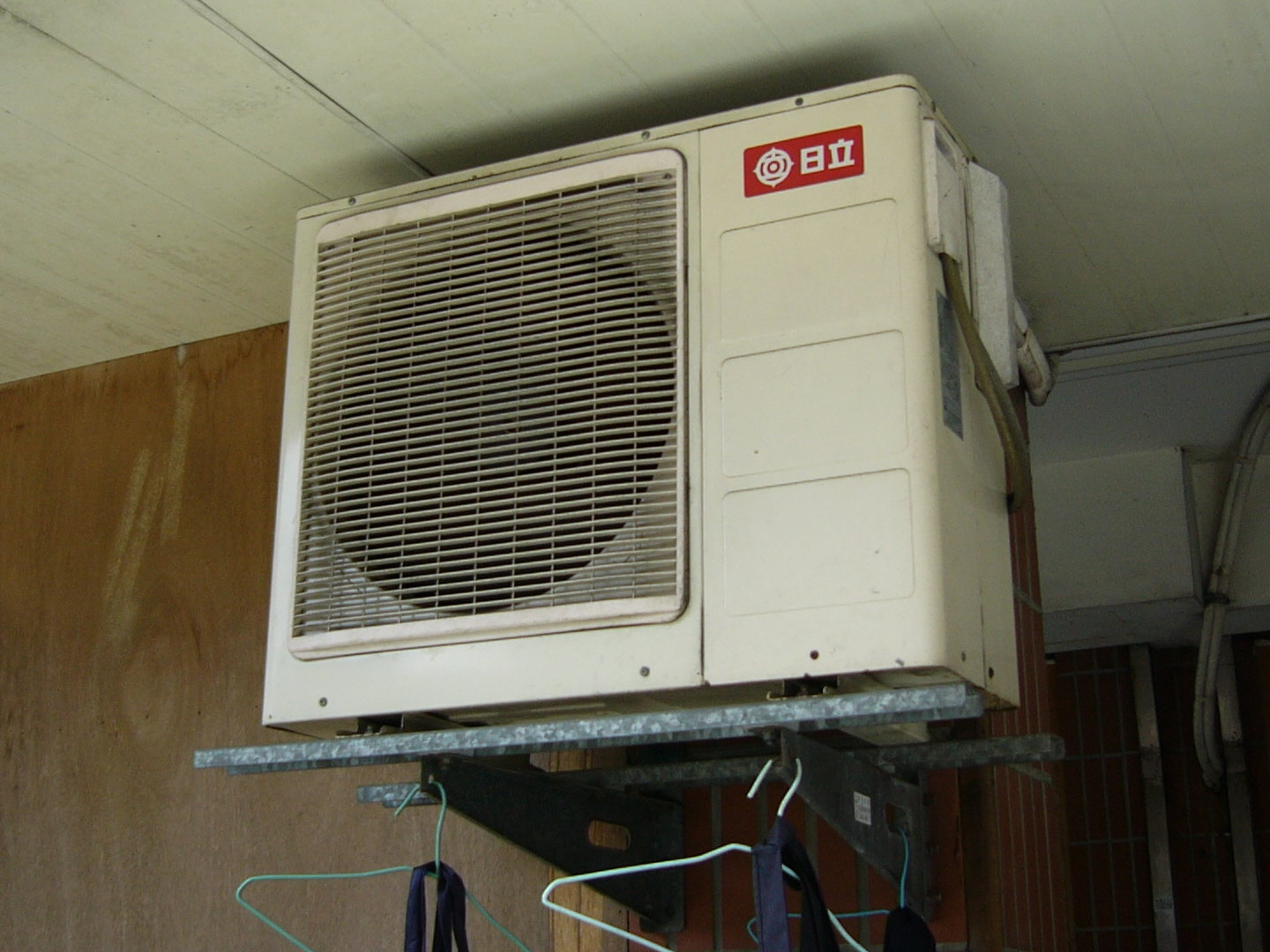
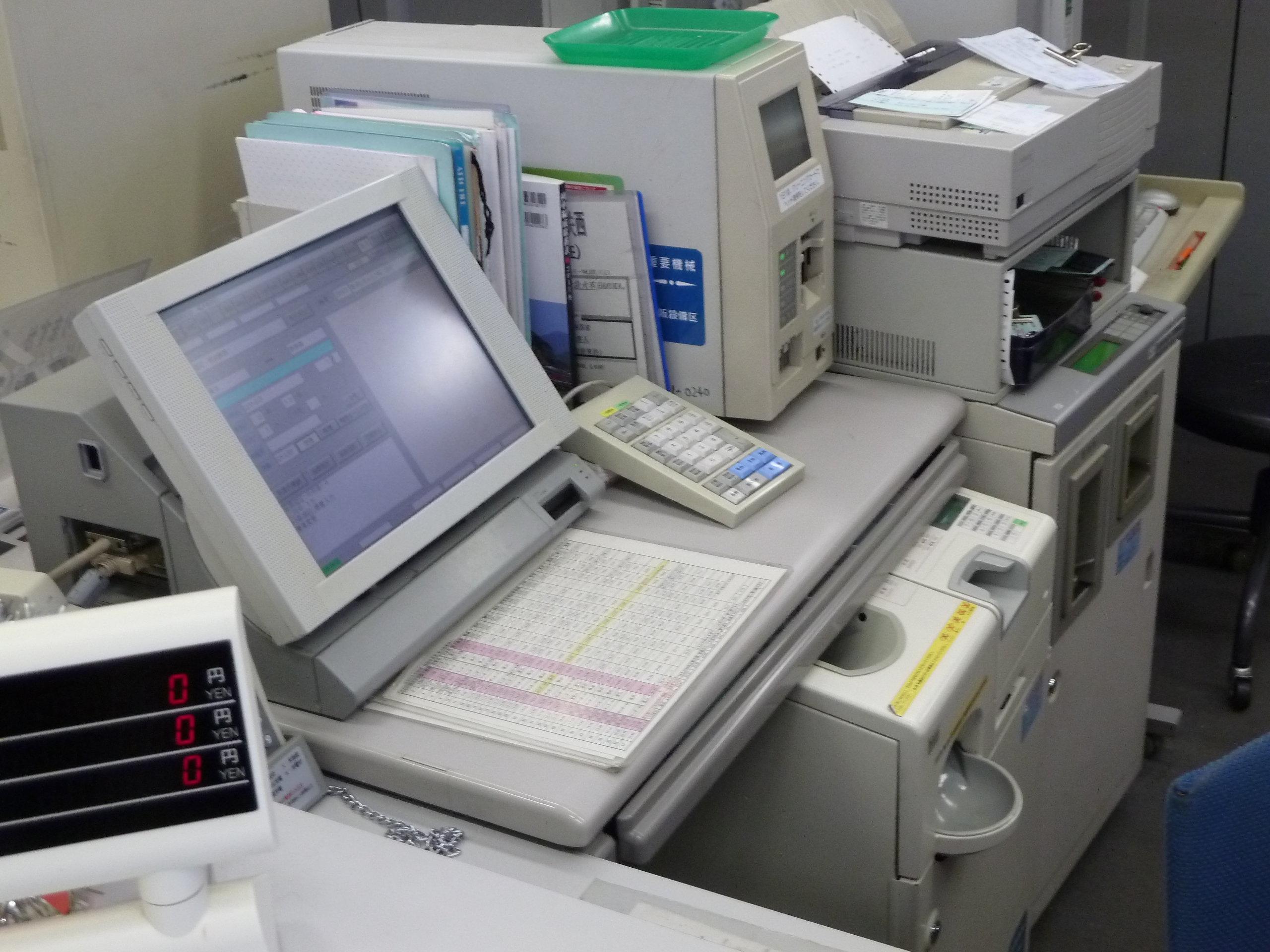
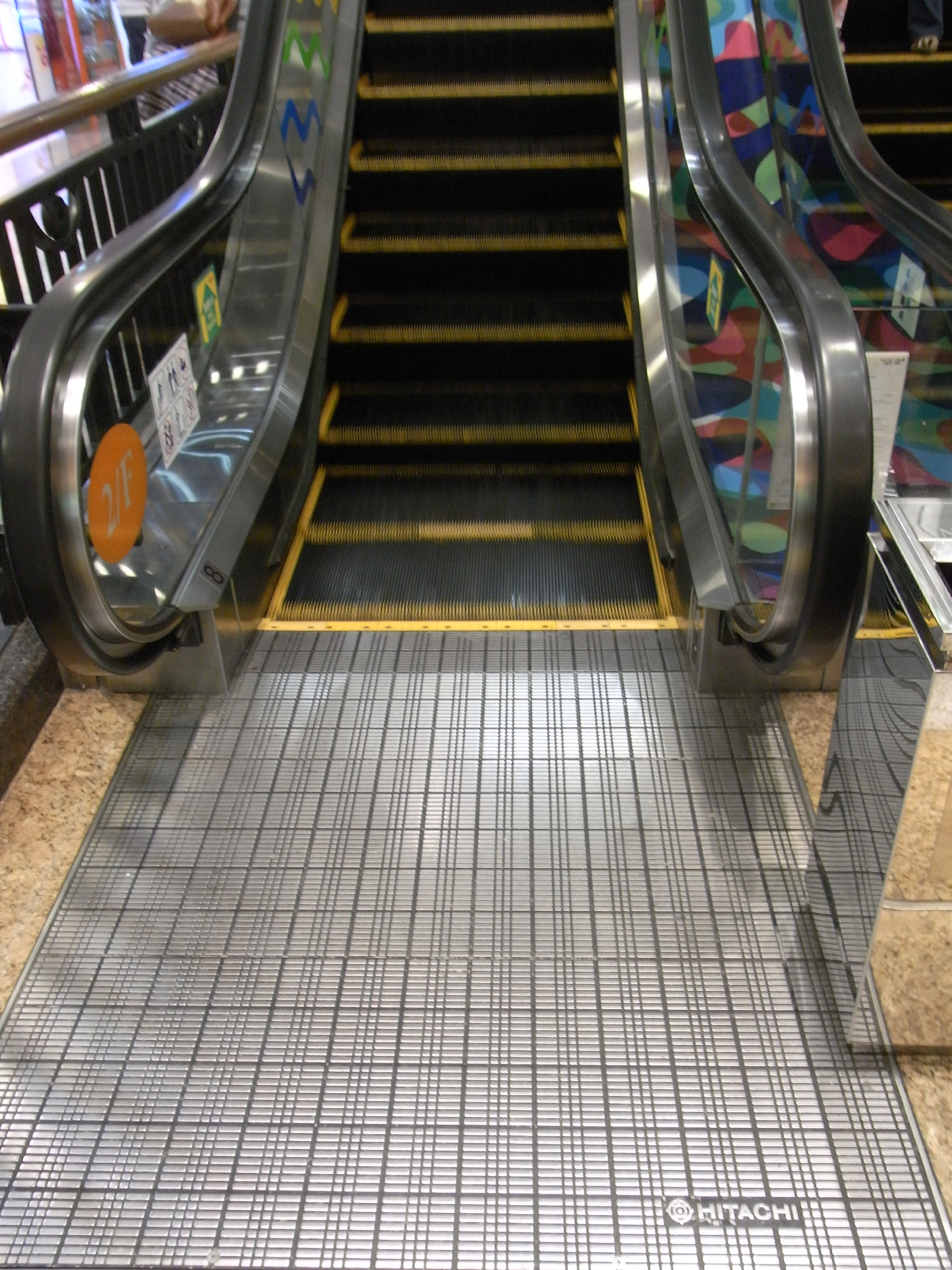
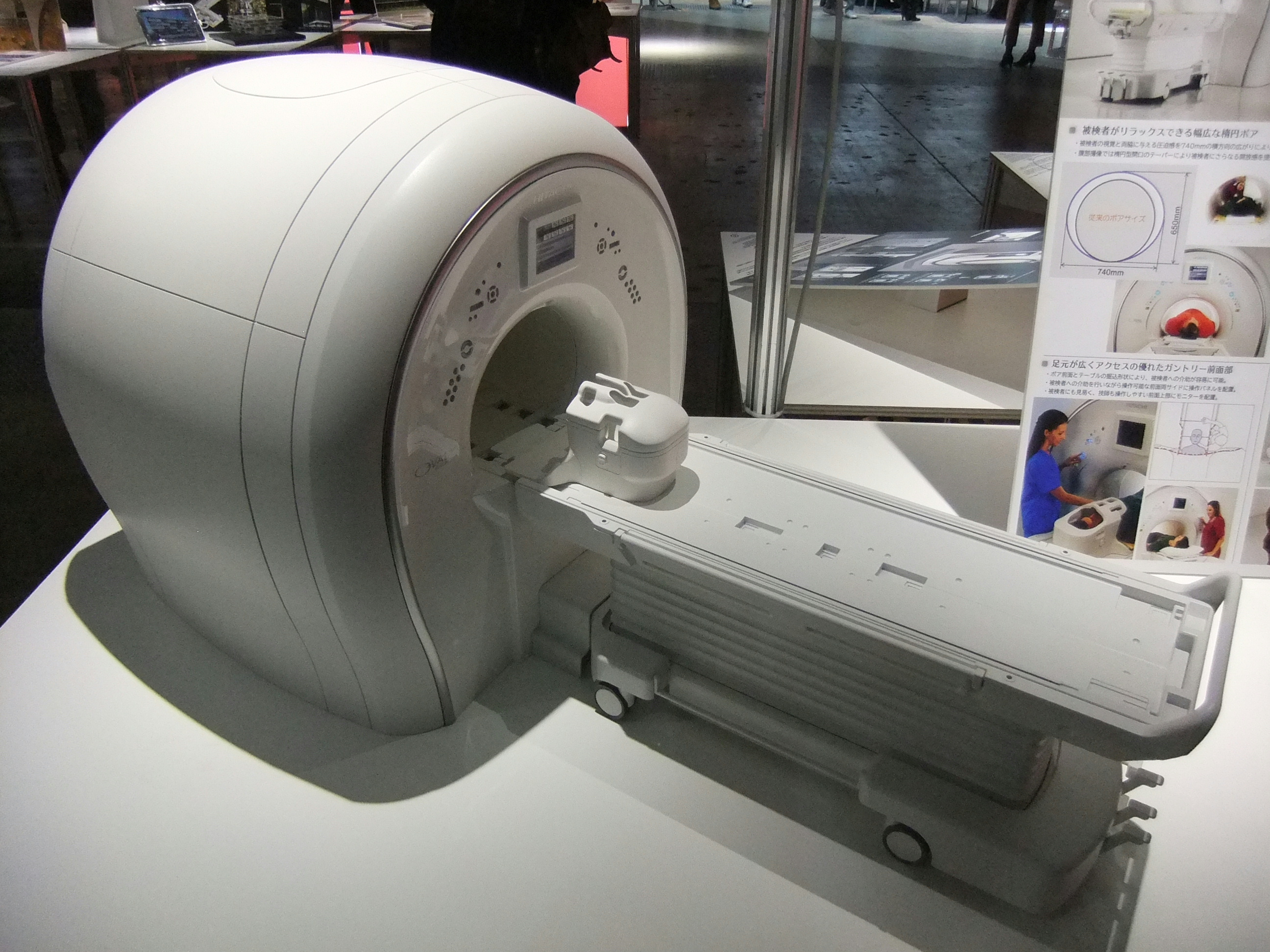
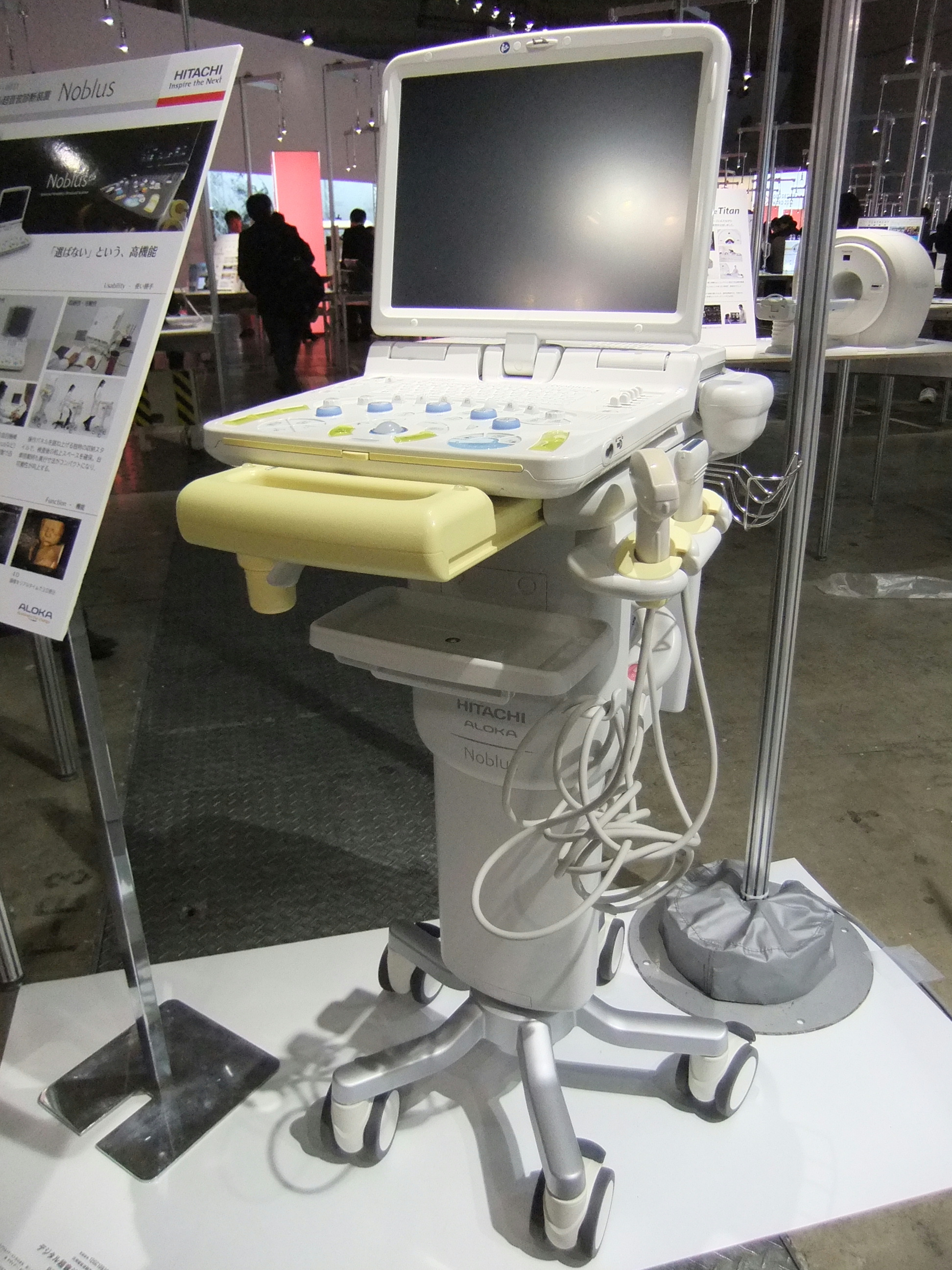
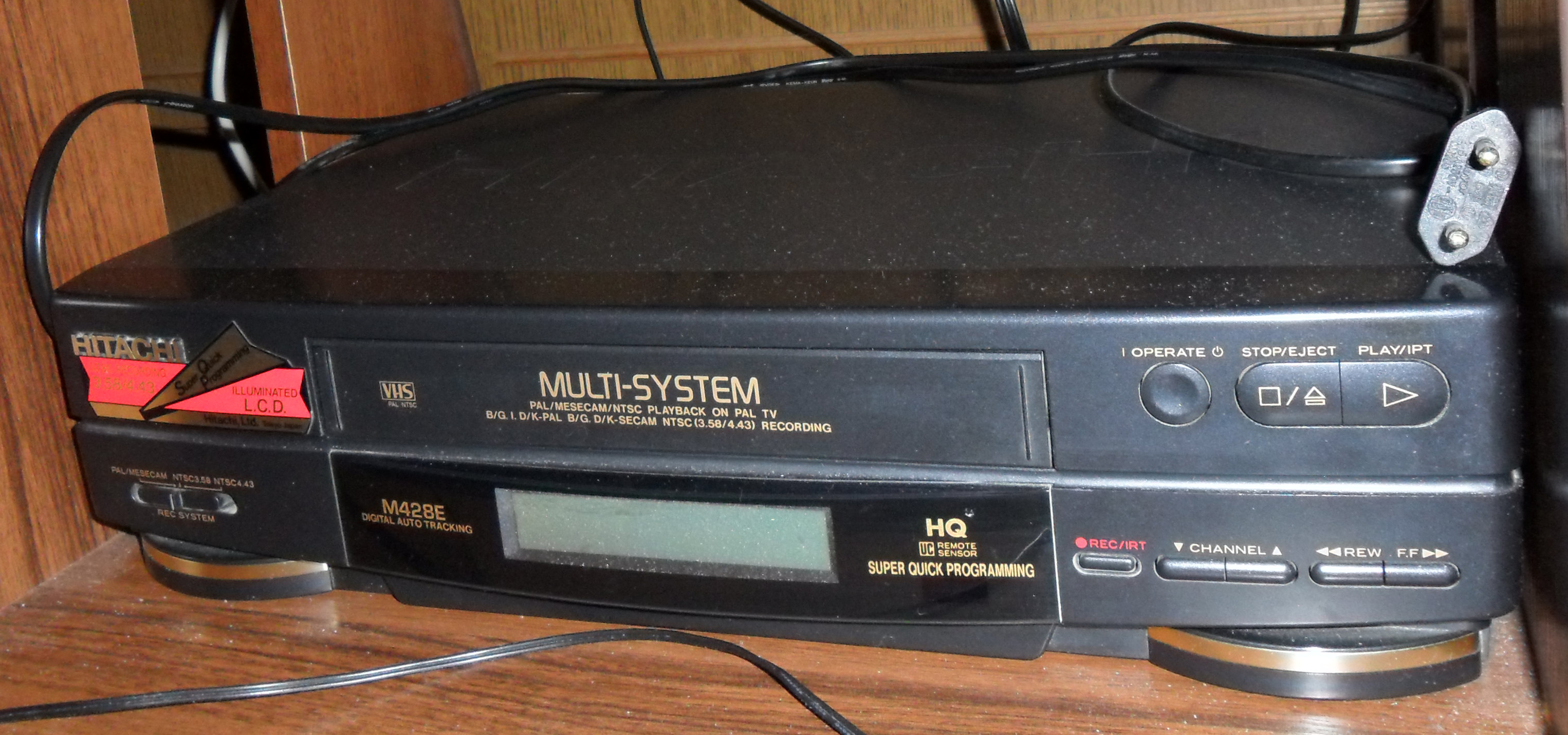
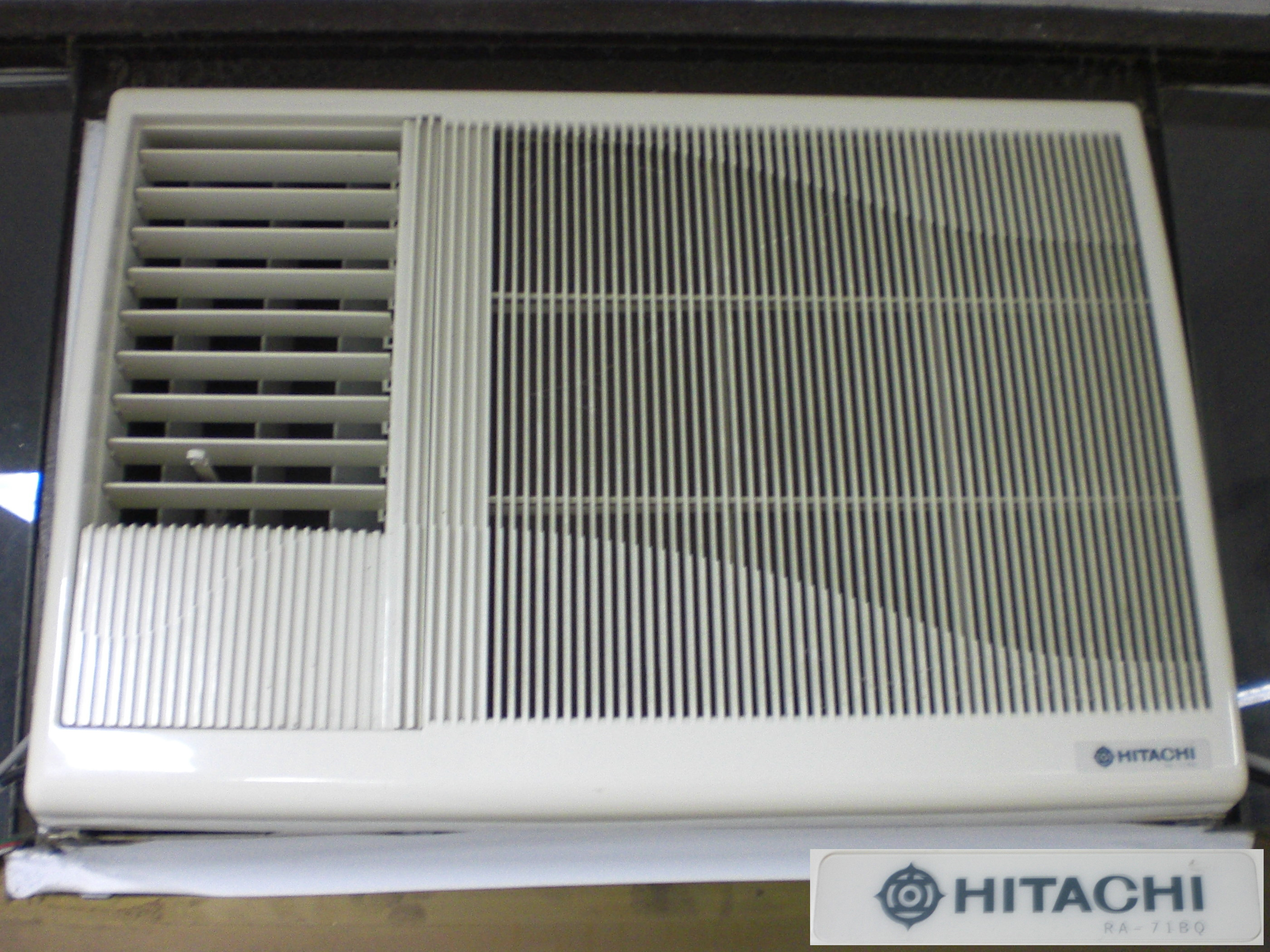
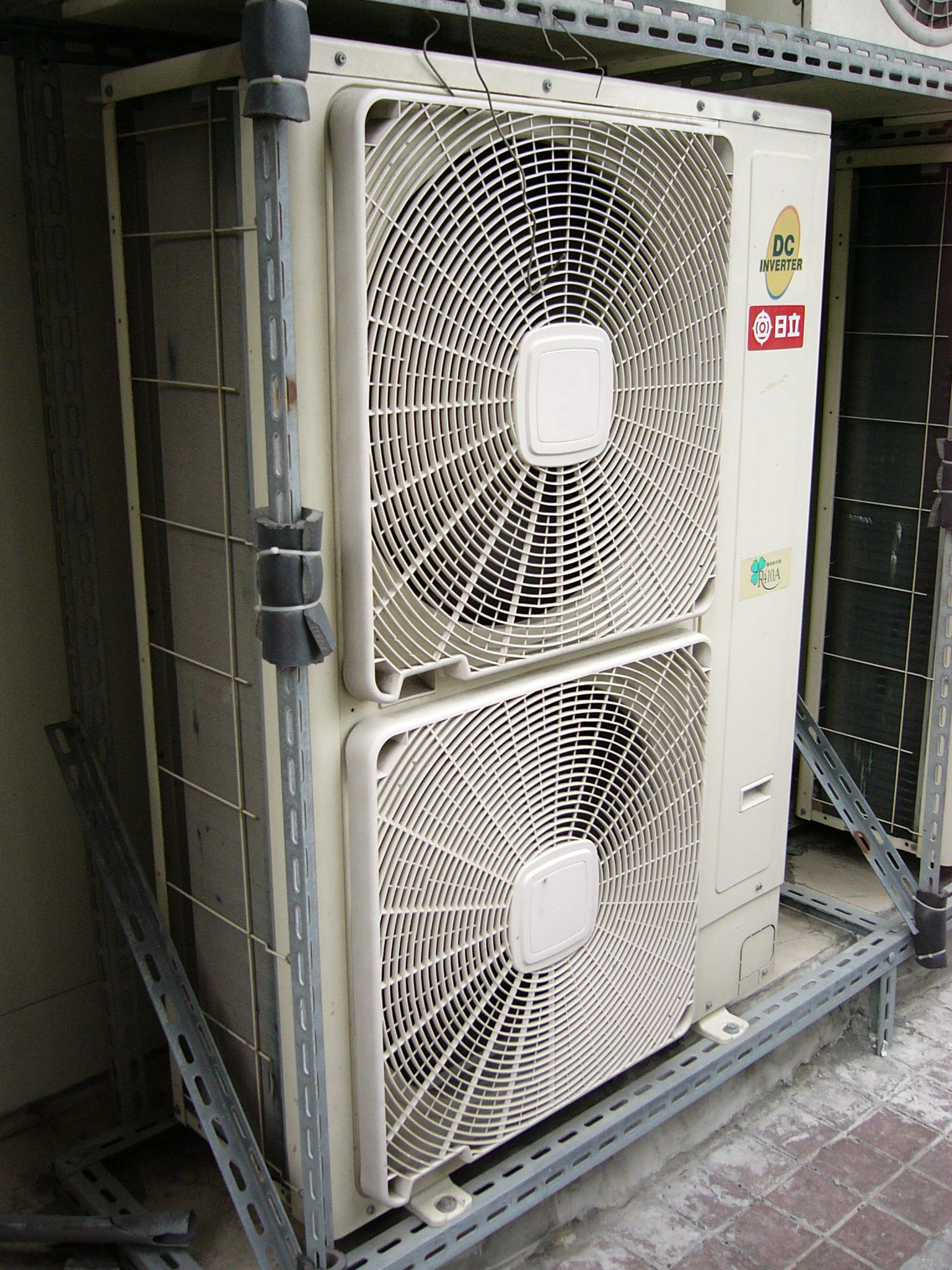